# مورد آبی
مورد آبی (به آلمانی: Fall Blau) اسم رمز طرح ورماخت، نیروهای مسلح آلمان، برای تهاجم راهبردی تابستانه در سال ۱۹۴۲ در اراضی جنوبی شوروی در جریان جنگ جهانی دوم بود. این عملیات به عنوان دنباله عملیات بارباروسا، هدف تسخیر میدان‌های نفتی قفقاز به منظور تأمین نیاز حیاتی آلمان به این ماده و همچنین دریغ آن از دشمن را دنبال می‌کرد.
پس از ناکامی عملیات بارباروسا در نیمه دوم سال ۱۹۴۱ در شکست شوروی و سرنگون کردن حاکمیت آن، رهبران آلمان که یک جنگ فرسایشی دو جبهه‌ای طولانی در مقابل خود می‌دیدند، تصمیم به متمرکز ساختن توان خود بر قسمت جنوبی خط مقدم گرفتند تا از طریق گذر از ناحیه رودهای دن و ولگا خود را به منابع نفتی شوروی در قفقاز برسانند. آلمان که با کمبود سوخت برای نیروهای موتوریزه و صنعت خود مواجه بود، از این طریق می‌توانست ابزار و امکان لازم برای ادامه جنگ در بلندمدت را کسب کند. بدین منظور یک طرح عملیاتی در قالب چهار مرحله تنظیم و از روز ۲۸ ژوئن سال۱۹۴۲ اجرا شد. آلمانی‌ها در همراهی با متحدان خود در نیروهای محور در ابتدا موفقیت‌های عمده‌ای کسب کردند و توانستند در عرض حدود یک ماه با گذر از رود دون خود را به شمال قفقاز و جهت محافظت از جناح شرقی و شمالی خود، به شهر استالینگراد در کرانه رود ولگا برسانند. دفاع شوروی با تصور اشتباه قرار گرفتن تهاجم تابستانه آلمان بر ناحیه مسکو، فرو پاشید و نتوانست جلوی پیشروی دشمن را بگیرد. آلمانی‌ها در این موقعیت نیروهای خود را به دو قسمت کردند. بخشی از نیروها در قالب گروه ارتش آ راه جنوب و میدان‌های نفتی قفقاز را پیش گرفت درحالی‌که بخش دیگر در قالب گروه ارتش ب موظف به تسخیر استالینگراد شد. با تهاجم ارتش ششم ورماخت نبرد شهری بر سر استالینگراد از میانه ماه سپتامبر درگرفت. با مقاومت شدید مدافعان، هر دو طرف در یک درگیری کش‌دار متحمل تلفات و خسارات سنگینی شدند و آسیب جدی به ابنیه شهر وارد آمد. با این حال آلمانی‌ها توانستند بر بیشتر استالینگراد مسلط شوند.
به هر صورت پیشروی عمیق در اراضی دشمن تا این زمان خطوط تدارکاتی آلمانی‌ها را بیش از حد کشیده و مشکلات فراوانی برای آن‌ها ایجاد کرده بود. در این حال شوروی با بسیج نیروها و انتقال یگان‌های خود از سایر قسمت‌ها، از ماه نوامبر سال ۱۹۴۲ دست به اجرای یک ضد حمله گسترده در ناحیه استالینگراد، موسوم به عملیات اورانوس زد. ارتش سرخ توانست با در هم کوبیدن جناحین نیروهای آلمانی که توسط متحدان آن‌ها محافظت می‌شد، ارتش ششم ورماخت را با نزدیک به ۳۰۰ هزار نفر درون استالینگراد به محاصره بیندازد. در پی این حوادث مابقی نیروهای آلمانی که رو به جنوب می‌رفتند، در پی پدیداری خطر قطع شدن مسیر پشت سرشان، وادار به عقب‌نشینی از شمال قفقاز شدند.

## پیش‌زمینه

### عملیات بارباروسا
عملیات بارباروسا، تهاجم آلمان به شوروی، از روز ۲۲ ژوئن سال ۱۹۴۱ آغاز شد. نیروهای آلمانی با حصول غافلگیری تاکتیکی کامل با جلوداری چهار گروه زرهی با در هم کوبیدن دفاع مرزی ارتش سرخ، پیشروی سریعی در سه محور راهبردی در عمق خاک شوروی صورت دادند. تا اوایل ماه ژوئیه ورماخت در مرکز خط مقدم با فائق آمدن بر دفاع پیشین شوروی، سه ارتش میدانی آن را در غرب مینسک به محاصره درآورد و منهدم کرد و سپس از رودهای دوینای غربی و دنیپر عبور نمود. موفقیت‌های مشابهی نیز در جناحین شمالی و جنوبی صورت گرفت. در مرحله دوم عملیات، آلمانی‌ها، پس از یک ماه مبارزه سنگین، محاصره عمده بزرگ دیگری این بار حوالی اسمولنسک ایجاد کردند و سه ارتش میدانی دیگر شوروی را از بین بردند. بسیاری از فرماندهان نیروی زمینی آلمان خواهان پیشروی بلافاصله توسط گروه ارتش مرکز به سمت مسکو، پایتخت شوروی بودند. یکی از عمده دلایل این مسئله لزوم انجام گرفتن آن پیش از فرا رسیدن فصل زمستان در روسیه دانسته می‌شد. با این حال، در نهایت آدولف هیتلر، پیشوای آلمان، ماه ژوئیه با تأکید بر این که تصرف مسکو مهم‌ترین هدف عملیات بارباروسا نیست، طرح مذکور را رد کرد. او سلطه بر اراضی اقتصادی اوکراین، قطع جریان نفت قفقاز و محاصره لنینگراد را مسائل دارای بیشترین اولیت دانست. بنابراین تصمیم به تمرکز نیروهای زرهی گروه ارتش مرکز بر لنینگراد و کی‌یف در شمال و جنوب گرفته شد. با وجود این که این تغییر مسیر در ماه اوت موجب موفقیت‌های چشم‌گیر در ماه سپتامبر در تکمیل محاصره لنینگراد و محاصره و انهدام چهار ارتش میدانی دیگر شوروی در ناحیه کی‌یف گردید اما حرکت گروه ارتش مرکز به سمت مسکو را با اختلال و تأخیر مواجه ساخت.
عملیات تایفون، تهاجم پاییزه ورماخت جهت سلطه بر مسکو، از اوایل ماه اکتبر سال ۱۹۴۱ آغاز شد. در ابتدا طی دو محاصره عمده در مناطق ویازما و بریانسک حول هشت ارتش میدانی دشمن، دو جبهه غربی و ذخیره شوروی تقریباً منهدم و آسیب شدیدی به جبهه بریانسک آن وارد شد. به هر صورت فرایند پاکسازی مناطق تحت محاصره موجب کاهش سرعت عملیات تایفون گردید. در این زمان، نیروی ورماخت همچنان ۳۰ تا ۷۰ کیلومتر با مرکز مسکو فاصله داشتند. در همین حال، آغاز فصل گل‌آلود شدن راه‌ها (راسپوتیتسا) و بارش برف به شدت گریبان‌گیر مهاجمان شد. این بارندگی بزرگ‌ترین مزیت آلمانی‌ها یعنی تحرک را از آن‌ها گرفت و بلیتس‌کریگ، رزم برق‌آسای ورماخت، را زمین‌گیر کرد. موفقیت تهاجم آلمانی‌ها وابسته به فروپاشی سریع دفاع شوروی بود اما ارتش سرخ با تحمل حملات دشمن، همچنان پایداری می‌کرد و با اجرای ضدحملات برخی دستاوردهای ورماخت را از بین برد. در نهایت پس از انتقال نیرو از شرق روسیه به مناطق غربی، ضد حمله گسترده ارتش سرخ از روز ۵ دسامبر آغاز شود و با مبارزه سنگین یک‌ماهه دشمن را ۱۰۰ تا ۲۴۰ کیلومتر عقب راند و پایتخت را از سایه تهدید آن‌ها خارج ساخت.
به صورت همزمان در جناح جنوبی گروه ارتش جنوب ورماخت روز ۱۳ اکتبر سال ۱۹۴۱ خود را به رود میوس در شرق اوکراین رساند. این نیرو اواخر ماه اکتبر خارکوف به تصرف خود درآورد. پس از یک توقف کوتاه، روستوف-نا-دونو در منتهی الیه شمال شرقی دریای آزوف نیز روز ۲۰ نوامبر توسط آلمانی‌ها تسخیر شد. روز بعد، در فرمانی بلندپروازانه از طرف فرماندهی گروه ارتش جنوب، نیروهای زرهی موظف شدند به سمت رود ولگا پیشروی و مایکوپ، نزدیک‌ترین میدان نفتی شوروی در شمال قفقاز را به سلطه خود درآورد. ارتش‌های ششم و هفدهم ورماخت نیز به ترتیب مأمور به سلطه بر ووراشیلوفگراد و استالینگراد شدند. با این حال، با اجرای ضدحملات ارتش سرخ از دو جهت و پدیداری خطر گرفتار شدن در محاصره، ۲۸ نوامبر دستور به بازگشت ۸۰ کیلومتری این نیروها به رود میوس داده شد.

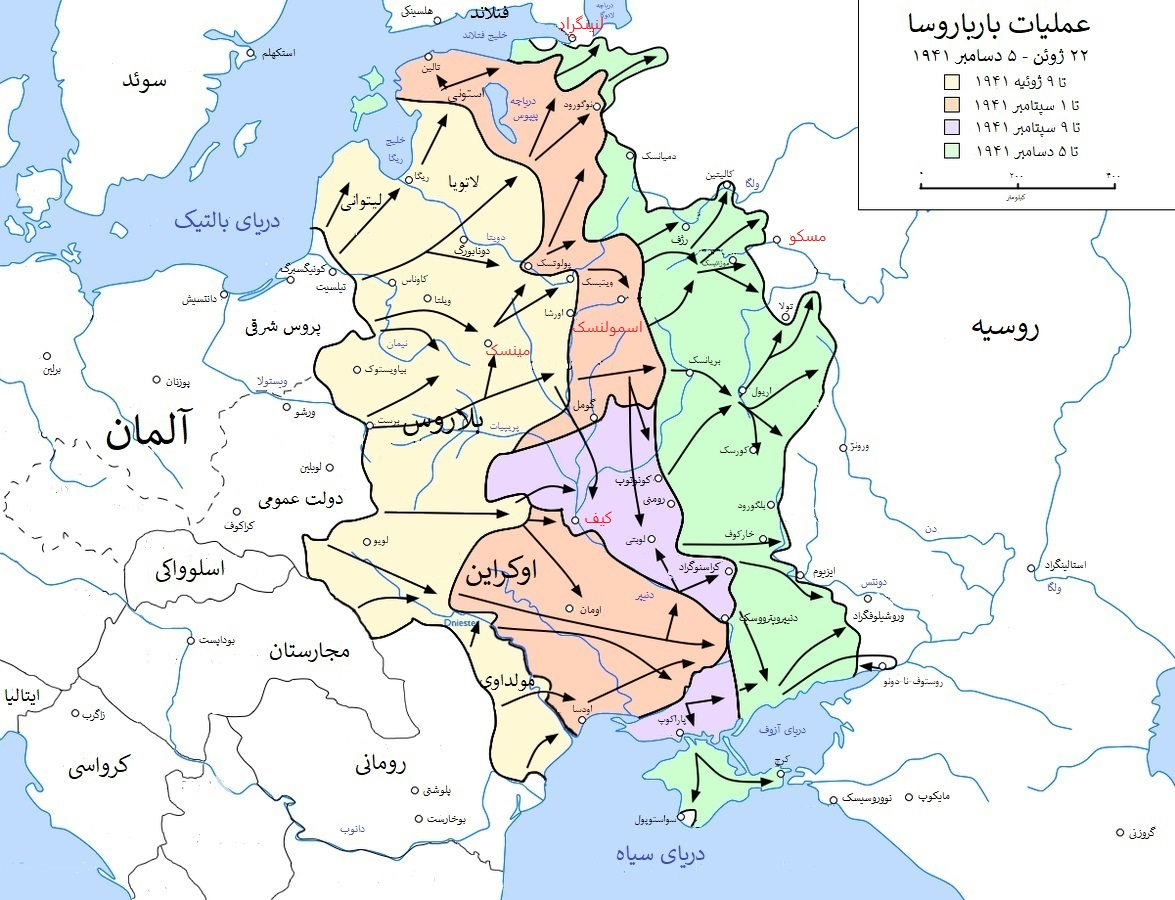
پیشروی نهایی ورماخت در عملیات بارباروسا، ۵ دسامبر ۱۹۴۱

روز ۸ دسامبر هیتلر با صدور فرمان شماره ۳۹ پیشوا با اشاره به «زمستان زود هنگام» و مشکلات تدارکاتی حاصل از آن، بر لزوم پایان عملیات تهاجمی و گرفتن حالت تدافعی اذعان نمود. هدف این فرمان حفظ اراضی دارای اهمیت عملیاتی و اقتصادی ضمن فراهم آوردن فرصتی برای نیروها جهت تجدید قوا بود. بر این اساس مأموریت از بین بردن توان نظامی شوروی همچنان پابرجا بود و به پس از زمستان موکول شد.
با حصول موفقیت در این ضدحملات، شوروی به شکلی بلندپروازانه در عرض چند هفته ضدحملات ابتدایی و محدود را به حملات بسیار گسترده‌تر در تمامی طول خط مقدم جنگ با آلمان، از لنینگراد در شمال تا دریای سیاه در جنوب، بدل ساخت. به هر صورت، با وجود دستیابی به برخی موفقیت‌های دیگر، در پی فرمان هیتلر بر «استواری» و با افزایش مقاومت نیروهای آلمانی، تا اواخر فوریه ۱۹۴۲، شوروی که خود گرفتار مشکلاتی از جمله در زمینه‌های تدارکاتی و فرماندهی شده بود، به مرور دست بالا را از دست داد و تهاجم آن رفته‌رفته متوقف شد.
بدین ترتیب در عرض حدود شش ماه، ورماخت ۱۲۰۰ کیلومتر در خط مقدمی به پهنای ۱۰۰۰ کیلومتر در عمق اراضی شوروی پیشروی نمود و با تسخیر ۱٫۵ میلیون کیلومتر مربع از خاک آن، ۴۰ درصد از جمعیت و ۳۵ درصد از ظرفیت تولیدی شوروی را زیر سلطه خود درآورد. با این حال، عایدی ورماخت تا این لحظه تنها موفقیت‌های سطح عملیاتی بود؛ در حالی که آلمان برای ساقط کردن حاکمیت شوروی به پیروزی سطح راهبردی نیاز داشت. در طول عملیات بارباروسا ارتش سرخ تلفات و خسارات بسیار گسترده‌ای متحمل شد اما در نهایت همچنان در حال فعالیت و رزم بود و سعی در ترمیم کاستی‌ها داشت. تلفات آلمانی‌ها بسیار کمتر بود اما این کشور ظرفیت جایگزینی چندانی نداشت.
در پی فرسودگی دو طرف، نیاز به تجدید قوا و تجدید تدارکاتی و فرا رسیدن فصل گل‌آلودی راه‌ها، فاصله زمانی بین اوایل ماه آوریل تا اوایل ماه مه سال ۱۹۴۲ شاهد یک توقف کلی در عملیات‌های تهاجمی در تمامی طول خط مقدم بود.

### طرح اولیه تهاجم ورماخت به قفقاز
منابع نفتی قفقاز همواره یکی از مهم‌ترین دلایل ترغیب آلمان به تهاجم به شوروی بود. طرح‌ریزان آلمانی برای پس از تحقق اهداف عملیات بارباروسا، یک حرکت در شرق دریای سیاه به سمت جنوب به طرف کوه‌های قفقاز را برای فصل پاییز سال ۱۹۴۱ پیش‌بینی کرده بودند. نخستین طرح تفصیلی برای تهاجم ورماخت به ناحیه قفقاز ماه اکتبر سال ۱۹۴۱، پیش از ناکامی نهایی عملیات بارباروسا، توسط بخش عملیات‌های فرماندهی عالی نیروی زمینی آلمان ارائه شد. گستردگی این تهاجم دستیابی به منابع نفتی قفقاز و رسیدن به گذرهای مرزی ایران و عراق را دربرمی‌گرفت و رویکرد بلند مدت سلطه بر خاورمیانه را نیز در نظر داشت. این طرح عملیات مذکور را به شش بخش مجزا از ماه نوامبر سال ۱۹۴۱ تا ماه سپتامبر سال ۱۹۴۲ تقسیم کرد:
1. سلطه بر اراضی ورودی ناحیه شمالی قفقاز در ماه نوامبر سال ۱۹۴۱
2. مجموعه‌ای از حملات اولیه برای حصول نقاط مطلوب آغازین تا ماه مه سال ۱۹۴۲
3. آغاز تهاجم با گذر از کوه‌های قفقاز در دو مسیر متفاوت از ماه ژوئن سال ۱۹۴۲
4. پیشروی در جنوب قفقاز به سمت مرز ایران و ترکیه
5. سلطه بر نقاط مطلوب آغازین درون خاک ایران
6. تسخیر گذرگاه‌های مرزی منتهی به عراق[۲۶]

سه مرحله پایانی می‌بایست بین ماه‌های ژوئیه تا سپتامبر سال ۱۹۴۲ صورت می‌گرفت. تهاجم مرحله سوم می‌توانست در دو مسیر در مجاورت دریاهای سیاه و خزر انجام شود. اراضی درونی توسط لشکرهای کوهستان پوشش می‌یافت. پیش‌بینی می‌شد ناوگان دریای سیاه شوروی در کار نیروهای نزدیک به این دریا اخلال ایجاد کند اما چند ناوشکن کهنه در دریای خزر مسئله چندان مهمی برای نیروهای آن سو نباشند.
برای مرحله نخست دو سپاه موتوریزه و دو سپاه کوهستان در نظر گرفته شد. این نیروها به سمت سوخومی و کوتایسی در غرب، تفلیس در مرکز و باکو در شرق پیش می‌رفتند. به محض شکسته شدن خط دشمن توسط هر یک از این نیروها یک سپاه موتوریزه دیگر که در جایگاه ذخیره نگاه داشته می‌شد، وارد میدان می‌گشت و نیروی مذکور را تعقیب می‌کرد. این محل نشان‌گر نقطه تمرکز اصلی مرحله دوم تهاجم بود. این سپاه ذخیره با بهره‌گیری از رخنه حاصل‌شده، با توجه به محل رخنه، خود را به یکی از سه هدف جغرافیایی مذکور در جنوب می‌رساند و با چرخش به سمت شرق یا غرب، یک حرکت محاصره‌ای علیه نیروهای دشمن صورت می‌داد.
کریگس‌مارینه جهت محافظت از جناح دریای سیاه تهاجم، می‌بایست آتشبارهای ساحلی آن را به تصرف درمی‌آورد. علاوه بر این تعدادی او-بوت ناوگان دریای سیاه شوروی را درگیر نگاه می‌داشتند. نیروی دریایی همچنین می‌بایست پس از رفع خطر ناوگان دریایی دشمن، ظرفیت کشتیرانی برای رساندن تدارکات از طریق دریای سیاه ایجاد می‌کرد.
لوفت‌وافه می‌بایست از نیروهای زمینی محافظت می‌کرد و به آن‌ها پشتیبانی می‌رساند. این نیرو همچنین می‌بایست به نیروی دریایی شوروی و تأسیسات بندری آن حمله می‌برد. علاوه بر این نیروی هوابرد برای تسخیر شهرهای مهم و هواگردهای ترابری برای تدارکات‌رسانی هوایی می‌بایست تأمین می‌شد.
پیش‌نیاز ضروری چنین طرح دور رسی تسخیر کرانه غربی رود ولگای سفلی از استالینگراد تا آستاراخان بود. اطلاعات نظامی آلمان از قصد ارتش سرخ برای مقاومت سخت در قفقاز مطلع بود. آلمانی‌ها قرارگاه پنج ارتش میدانی شوروی را در این ناحیه شناسایی کردند. این مسئله نشان‌گر این بود که دست کم پانزده لشکر دشمن در این ناحیه مستقر هستند؛ درحالی پیش از این تصور می‌شد این مقدار تنها پنج لشکر است.
این طرح اواخر ماه اکتبر سال ۱۹۴۱ تأیید کلی را دریافت کرد. بر فراهم کردن نقشه‌های نظامی از منطقه عملیاتی و ایجاد و تجهیز نیروهای ویژه کوهستانی بدین منظور تأکید شد. تصور می‌شد با موفقیت این عملیات ترکیه وادار به پیوستن به نیروهای محور شود. به‌علاوه نیروی بریتانیایی که در غیر این صورت برای مقابله با آفریکاکور اروین رومل به شمال آفریقا فرستاده می‌شدند، در ایران می‌ماندند.
با توجه به تحولات میدانی در کند شدن عملیات بارباروسا، هیتلر اوایل ماه نوامبر سال ۱۹۴۱ اذعان داشت تسخیر میدان‌های نفتی قفقاز می‌بایست تا سال بعد به تعویق بیفتد. به هر صورت چنین تعویقی پیش از این توسط خود بخش عملیات‌های فرماندهی عالی نیروی زمینی پیش‌بینی شده بود. نکته‌ای که هیتلر در این زمان مطرح ساخت نبودن قصدی در فرماندهی عالی برای پیشروی فرا تر از مرزهای شوروی بود. بدین شکل گستره عملیات به قفقاز محدود شد. هیتلر روز ۱۹ نوامبر به ارتشبد فرانتس هالدر، رئیس ستاد کل نیروی زمینی آلمان، گفت نخستین هدف آلمان در سال ۱۹۴۲ قفقاز خواهد بود. این تهاجم از ماه مارس یا آوریل آغاز می‌شد. آلمانی‌ها یک تیپ ده هزار نفره از متخصصان برای بازیابی و عملیاتی ساختن میدان‌های نفتی قفقاز آماده کردند. در کنار این، با توجه به شرایط، تهاجمی نیز می‌توانست تا پایان ماه مه در مرکز خط مقدم تا آن سوی مسکو در جهت وولوگدا یا گورکی انجام شود. این گفته‌ها نشان‌گر این است که آلمانی‌ها همچنان به ادامه همه‌جانبه عملیات در سال ۱۹۴۲ امیدوار بودند.

## اهداف تهاجم ۱۹۴۲ آلمان
آلمان اوایل سال ۱۹۴۲ با موانع راهبردی جدی دست به گریبان بود. این کشور از هر طرف در حصر دشمنان خود بود و از نظر عددی در زمین، دریا و هوا دست پایین را داشت. به نظر می‌رسید آلمان یا می‌بایست در این سال پیروز جنگ می‌شد یا زیر بار ائتلاف ابرقدرت‌های صنعتی که علیه آن صف کشیده بودند، به زیر کشیده می‌شد. در این وضعیت ظاهراً ناامید کننده، با الگوبرداری از پیشینه نظامی خود در ادوار گذشته، تنها گزینه باقی مانده برای آلمان حمله بود. پس مباحثات فراوان در سطوح بالای نظامی، اهداف راهبردی، اولویت‌های عملیاتی و نحوه پیشبرد آن‌ها در فرماندهی عالی آلمان تعریف شد. با توجه به فرسایش و تلفات وارد آمده به ورماخت در نبردهای قریب به یک سال گذشته، نیروی زمینی آلمان دیگر قادر به تهاجم راهبردی در تمامی طول جبهه شرقی نبود. از این رو تنها گزینه واقع‌بینانه برای آلمان تهاجم صرفاً از یک بخش جبهه بود. بدین شکل آلمانی‌ها تصمیم گرفتند این تهاجم را به دنبال دستیابی به منابع نفتی، متوجه بخش‌های جنوبی شوروی بکنند. این عمل همچنین سلطه بر ناحیه دونتس، قلب صنعتی اوکراین با منابع معدنی فراوان و اراضی حاصل‌خیز رودهای دن و کوبان را نیز شامل می‌شد. تمرکز بر این هدف دربردارنده اهداف کوتاه‌مدت و بلندمدت در قطع منابع نفتی شوروی و تأمین نیاز شدید آلمان به این ماده بود. میدان‌های نفتی این اراضی ۹۰ درصد از سوخت شوروی را تأمین می‌نمودند. تصرف قفقاز همچنین یک راه مهم تدارکاتی متفقین از راه خلیج فارس به شوروی را قطع می‌کرد و آن‌ها را وادار به یک تغییر مسیر بزرگ به سمت قزاقستان در آسیای میانه می‌نمود. به هر صورت با وجود ضربه شدیدی که تحقق این هدف به شوروی وارد می‌آورد، هیتلر و ژنرال‌های آلمانی دیگر بر خلاف سال ۱۹۴۱، تصور نمی‌کردند که موفقیت در این اقدام باعث پیروزی در کل جنگ یا حتی در جبهه شرقی می‌شود و لزوماً انتظار نداشتند در پی آن جنگ در سال ۱۹۴۲ به پایان برسد. بلکه آلمان از این طریق در تلاش بود ابزار و امکان لازم برای ادامه جنگ در بلندمدت را کسب کند.

## آماده‌سازی آلمان
با این تصور که زمستان بیشتر از هر عامل دیگری، سبب ناکامی آلمان در سال ۱۹۴۱ شده‌است و ورماخت هنوز در آب‌وهوای گرم و زمین خشک برتر از ارتش سرخ است، فرماندهی عالی آلمان دستور به آماده‌سازی تهاجم تابستانه بزرگ دیگری این بار در سال ۱۹۴۲ داد. بر مبنای فرمان ۱۰ ژانویه سال ۱۹۴۲، مقرر شد نیروی زمینی برای وظایف تهاجمی تا روز ۱ مه آماده شود. تدارکات لازم برای چهار ماه عملیات متداوم می‌بایست گردآوری می‌شد. ذخیره مهمات می‌بایست کفایت‌گر یک ماه استفاده می‌بود. به هر صورت با وخامت اوضاع خط مقدم مخصوصاً در قسمت گروه ارتش مرکز در ماه‌های اولیه سال ۱۹۴۲، طرح‌ریزی بیشتر برای تهاجم تابستانه برای چند هفته متوقف شد. پس از بهبود شرایط بخش عملیات‌های فرماندهی عالی نیروی زمینی آلمان روز ۱۲ فوریه فرمانی در ارتباط با چگونگی پیشبرد عملیات‌ها پس از پایان زمستان صادر کرد. بر این مبنا در هفته‌های آتی نیروهای آلمانی می‌بایست خطوط خود را تثبیت می‌کردند، رخنه دشمن به نواحی پشت سر خود را از بین می‌بردند و به صورت کلی ابتکار عمل را پس می‌گرفتند. فرماندهی عالی نیروی زمینی آلمان قصد داشت از فرصت دوره متعاقب گل‌آلود بودن راه‌ها برای بازسازی و باز سازماندهی نیروهای خود استفاده کند. بر اساس جزئیات این فرمان، گروه ارتش جنوب می‌بایست رخنه دشمن در ناحیه غرب ایزیوم را از بین می‌برد و در کریمه بر شبه‌جزیره کرچ و سواستوپول مسلط می‌شد تا بتوان از نیروهای آزاد شده در جاهای دیگر استفاده کرد. گروه ارتش مرکز می‌بایست ناحیه اوستاشکوف را پس می‌گرفت و خط مقدم خود را کوتاه‌تر می‌نمود. در نهایت گروه ارتش شمال نیز می‌بایست مواضع کنونی خود را حفظ می‌کرد. هر سه گروه ارتش می‌بایست در مناطق قابل‌دسترس ذخیره‌ای از نیروهای زرهی ایجاد می‌کردند. فرمان ۵ مارس فرماندهی عالی ورماخت نیز بر این موارد صحه گذاشت.
بر اساس گزارش روز ۳۰ مارس، از مجموع ۱۶۲ لشکر آلمانی در جبهه شرقی ۸ لشکر آماده اجرای بلافاصله هر گونه مأموریت، ۳ لشکر قادر به ماموریت‌های تهاجمی پس از مدتی استراحت، ۴۷ لشکر در دسترس برای ماموریت‌های تهاجمی محدود، ۷۳ لشکر در آمادگی کامل برای ماموریت‌های دفاعی، ۲۹ لشکر تنها توانمند در ماموریت‌های دفاعی محدود و ۲ لشکر نامناسب برای هر گونه به‌کارگیری بلافاصله بودند. در شانزده لشکر حاضر در این جبهه مجموعاً تنها ۱۴۰ تانک عملیاتی، کمتر از توان معمول یک لشکر زرهی، موجود بود. تعداد اندکی لشکر تحرک‌پذیری بیش از ۲۰ درصد داشتند. به هر صورت با توجه به محدودیت‌های تولید در آلمان و کمبود تجهیزات، تنها تعداد مشخصی از لشکرها می‌توانستند بازسازی شوند. لشکرهای زرهی و موتوریزه و همچنین یگان‌های قرارگاه‌های سپاه‌ها و ارتش‌ها در گروه ارتش جنوب بدین منظور انتخاب شدند. سه لشکر زرهی و سه لشکر موتوریزه و برخی از یگان‌های قرارگاه‌های سپاه‌ها و ارتش‌های گروه ارتش‌های مرکز و شمال نیز بازسازی می‌گشتند. لشکرهای زرهی گروه ارتش‌های مرکز و شمال که بازسازی نمی‌شدند می‌بایست بخشی از نیروهای خود را به گروه ارتش جنوب می‌سپردند. سه لشکر زرهی و شش لشکر پیاده‌نظام گروه ارتش مرکز بدون تجهیزات خود به غرب منتقل می‌شدند تا کاملاً بازسازی و باز تجهیز شوند. پیش‌بینی می‌شد مجموعاً حدود ۵۰۰ هزار نیروی جایگزینی تا پایان ماه آوریل به جبهه شرقی برسند. یک ناحیه ویژه بازسازی برای گروه ارتش جنوب در نزدیکی دنیپروپتروفسک ایجاد می‌شد. دو گروه ارتش دیگر یگان‌های خود را در نقاط دیگری بازسازی می‌کردند. فرایند بازسازی می‌بایست حداکثر از میانه ماه مارس آغاز می‌شد. پس از فصل گل‌آلود بودن راه‌ها یگان‌های بازسازی‌شده گروه ارتش مرکز به گروه ارتش جنوب منتقل می‌گردیدند. بر این مبنا ارتش چهارم زرهی از گروه ارتش مرکز در اختیار گروه ارتش جنوب قرار می‌گرفت.
وظیفه اصلی کریگس‌مارینه در دریای سیاه انتقال تدارکات به نیروی زمینی بود. تمهیداتی اندیشیده شد تا موضع آلمان در این دریا بهبود یابد. قایق‌های اژدرافکن، شناورهای ضد زیردریایی ایتالیایی، زیردریایی‌های کوچک و ناوچه‌های آب‌خاکی به ناحیه منتقل شدند. آلمانی‌ها همچنین اقدام به مین‌ریزی دریای سیاه کردند. نیروهای دریایی شوروی در این دریا می‌بایست مورد حمله قرار می‌گرفتند و منهدم می‌شدند.
بر مبنای فرمان ۱۴ مارس هیتلر، در طول ماه‌های تعیین‌کننده سال ۱۹۴۲ کمک‌های تسلیحاتی-تدارکاتی متفقین غربی به شوروی می‌بایست مهار می‌شد. بر این مبنا دفاع ساحلی نروژ تقویت و فعالیت او-بوت‌ها علیه کاروان‌های اقیانوس منجمد شمالی تشدید می‌گشت. لوفت‌وافه نیز می‌بایست برای اهداف مشابهی، یگان‌های برد بلند شناسایی و بمب‌افکن در شمال دور را تقویت و بیشتر هواگردهای اژدرافکن خود را به این ناحیه گسیل می‌کرد.

### عملیات فریب
عنصر غافلگیری برای تهاجم تابستانه ورماخت ضروری تلقی می‌شد. فیلدمارشال ویلهلم کایتل، رئیس فرماندهی عالی ورماخت، روز ۱۲ فوریه نخستین فرمان جهت فریب دشمن در ارتباط با مقاصد آلمانی‌ها را صادر کرد. اطلاعات ذیل می‌بایست توسط مأموران ضداطلاعات آلمان به خورد اطلاعات شوروی داده می‌شد:
در پایان فصل گل‌آلود رهبران نظامی آلمان قصد دارند تهاجم جدیدی را علیه مسکو آغاز کنند. بدین جهت می‌خواهند نیروهای قدرتمندی را با انتقال لشکرهای به‌تازگی تشکیل‌شده در جبهه روسیه متمرکز و لشکرهای فرسوده را با لشکرهای تازه‌نفس از غرب جایگزین کنند. پس از تسخیر مسکو، آلمانی‌ها برای پیشروی به سمت ولگای میانه و تسخیر تأسیسات صنعتی در آن منطقه برنامه‌ریزی کرده‌اند. … نیروهای آلمانی و متحدان آن هم‌زمان حمله ایذایی بزرگی به سمت روستوف صورت می‌دهند.
علاوه بر این، آن نیروهای آلمانی که برای انتقال از غرب به شرق برگزیده شده بودند نیز با دریافت نقشه‌های نظامی و اطلاعات جغرافیایی از ناحیه مسکو خود فریب می‌خوردند. فریب نیروهایی که در این زمان در شرق بودند به پس از پایان نبردهای دفاعی موکول شد. به شدت بر حفظ محرمانگی تأکید شد. جابه‌جایی نیرو برای گروه ارتش جنوب می‌بایست به عنوان تعویض معمول لشکرهای فرسوده نزد یگان‌های آلمانی مطرح می‌شد. رسیدن تمامی قرارگاه‌های فرماندهی به نقاط استقرار آن‌ها می‌بایست در آخرین لحظه ممکن صورت می‌گرفت. از لوفت‌وافه و کریگس‌مارینه نیز خواسته شد تمهیدات فریب خود را پیشنهاد کنند. متحدین آلمان تنها می‌بایست ضروری‌ترین اطلاعات را دریافت می‌کردند.
بر این اساس، «نشت اطلاعاتی» به رسانه‌های خارجی اتفاق افتاد و گروه ارتش مرکز آماده‌سازی‌های نه‌چندان پنهانی به منظور القای قصد آن برای تهاجم همه‌جانبه به مسکو صورت داد. این کارزار فریب موسوم به عملیات کْرِمْل مؤثر واقع افتاد. استالین و تقریباً تمامی حاکمیت شوروی تصور می‌کردند مسکو هدف واقعی ورماخت است. از این رو نیروهای زیادی برای مقابله با این شکل از حمله به‌کارگرفته شد. همانند سال ۱۹۴۱ و هشدارهای مربوط به عملیات بارباروسا، رهبران شوروی این بار نیز گزارش‌های اطلاعاتی از قصد واقعی آلمان در تمرکز بر جنوب، مخصوصاً از طرف متفقین غربی، را نادیده گرفتند.

### برآورد اطلاعاتی از دشمن
بخش اطلاعات شرق فرماندهی عالی نیروی زمینی آلمان روز ۲۰ فوریه اعلام کرد شوروی یک تهاجم از سمت آلمانی‌ها در جانب ناحیه قفقاز و میدان‌های نفتی آن را پیش‌بینی می‌کند؛ در نتیجه ارتش سرخ یا دست به تهاجم پیش‌دستانه در جنوب می‌زند یا اقدام به عقب‌نشینی راهبردی می‌کند. حمله دشمن می‌توانست در آماده‌سازی آلمانی‌ها خلل ایجاد نماید. چندین گزارش از عوامل اطلاعاتی آلمان در اراضی تحت سلطه شوروی نشان‌گر این بود که ارتش سرخ مدتی است که برای بازپس‌گیری اوکراین برنامه‌ریزی می‌کند. پیش‌بینی می‌شد تهاجم دشمن در سریع‌ترین زمان بلافاصله پس از فصل گل‌آلودی راه‌ها، اوایل ماه مه، صورت گیرد. دخالت از جانب بریتانیایی‌ها و ورود آن‌ها به قفقاز غیر محتمل در نظر گرفته می‌شد.
همانند عملیات بارباروسا، آلمانی‌ها همچنان توان شوروی را دست کم می‌گرفتند. بر اساس برآورد بخش اطلاعات شرق که روز ۱۰ آوریل ارائه شد، آلمانی‌ها می‌پنداشتند ارتش سرخ آسیب زیادی از نبردهای زمستانه خورده‌است و یگان‌های جدید آن در آمورش، تسلیحات و تجهیزات دچار کمبود بودند. بر این مبنا شوروی نه تنها با کمبود نیرو روبرو بود بلکه از دست رفتن ظرفیت صنعتی در ایجاد یگان‌های زرهی برای آن خلل می‌آفرید. گزارش جدید پیش‌بینی می‌کرد عملیات‌های شوروی در سال ۱۹۴۲ محدود به اقدامات دفاعی با تهاجماتی با اهداف محدود برای اختلال‌آفرینی در کار آلمانی‌ها، خواهد بود. بدین شکل هیچ تهاجم عمده‌ای از جانب شوروی در آینده قابل‌پیش‌بینی انتظار نمی‌رفت. به هر صورت در این زمان نشانه‌ای از قصد شوروی برای حمله پیش‌دستانه‌ای در قسمت جنوبی خط مقدم در دست نبود. به نظر می‌رسید شکستن محاصره لنینگراد احتمالاً اولویت نخست شوروی باشد. هالدر در گزارشی به هیتلر مدعی شد با توجه به تعداد زیاد لشکرهای شناسایی شده تا ماه نوامبر سال ۱۹۴۱، ارتش سرخ پیش از این تمامی منابع نیروی انسانی خود را بسیج کرده و بخش بزرگی از آن را در ضدحمله زمستانه به‌کار برده‌است. نیروهای ارتش سرخ در مقابل گروه ارتش جنوب ۸۳ لشکر و ۱۲ تیپ پیاده‌نظام، ۲۰ لشکر سواره‌نظام و ۱۹ تیپ زرهی، به علاوه تعداد نامشخصی یگان‌های به‌تازگی‌شکل‌گرفته، شناسایی شدند.

## طرح عملیاتی
پس از غلبه بر بهران زمستان بدون از دست دادن مقدار زیادی اراضی، اعتماد به نفس هیتلر نسبت به خود به عنوان یک فرمانده نظامی به شدت افزایش یافته بود؛ به وجهی که او که اخیراً شخصا در جایگاه فرمانده کل نیروی زمینی نشسته بود، متن فرمان عملیاتی که توسط فرماندهی عالی نیروی زمینی تنظیم شده بود را کاملاً بازنویسی کرد و بخش‌های مهمی بدان افزود. در این زمان اسم رزم عملیات از «زیگفریت» به «بلاو» (آبی) تغییر یافت. هیتلر با صدور فرمان شماره ۴۱ پیشوا در روز ۵ آوریل، کلیات تهاجم پیش روی تابستانی را تشریح کرد. او در این فرمان مدعی شد در جریان کارزار زمستانه آلمان پیروزی بی‌نظیری کسب کرده و شوروی نه تنها خسارات انسانی و مادی زیادی متحمل شده‌است، بلکه ذخایرش را که قصد داشت از آن‌ها در عملیات‌های بعدی استفاده کند را نیز از دست داده‌است. بر این مبنا مقرر شد به محض این که شرایط آب‌وهوایی امکان آن را فراهم آورد نیروهای آلمانی با پس گرفتن ابتکار عمل، اقدام به نابودی مابقی توان رزمی دشمن بکنند و مناطقی را که بیشترین اهمیت را برای اقتصاد نظامی آن دارند، به زیر سلطه خود درآورند. این نواحی شامل لنینگراد در شمال و قفقاز در جنوب می‌شد. به هر صورت با توجه به محدودیت‌ها این مقاصد یک به یک دنبال می‌شد و قفقاز در اولویت بود. بدین شکل تمامی نیروی در دسترس می‌بایست جهت عملیات اصلی در قسمت جنوبی متمرکز می‌گردید تا با هدف انهدام نیروهای دشمن در ناحیه دُن و تصرف میدان‌های نفتی قفقاز به کار گرفته شود. بر این اساس گروه ارتش‌های شمال و مرکز در این حین مواضع کنونی خود را حفظ می‌کردند.
فاصله دور خط مقدم، وضعیت بد شبکه راه‌ها و خطوط آهن منطقه و کمبود جدی ادوات ترابری در ورماخت سبب می‌شد امکان گردآوری تمامی نیروها تا هنگام آغاز عملیات وجود نداشته باشد. از این رو طرح عملیاتی به صورت پیچیده‌ای در برگیرنده مجموعه‌ای از عملیات‌های جزئی نسبتاً کوچک متوالی بود. انتظار می‌رفت زمان‌بندی این مراحل به شکلی انجام گیرد که بیشترین تمرکز نیروهای زمینی و مخصوصاً هوایی بر هر مرحله حاصل شود. بر مبنای تجربیات پیشین، دو نکته مورد تأکید فرماندهی عالی بود: ۱- اجتناب از بسته شدن دیر حلقه محاصره آرایش‌های دشمن که امکان گریز آن‌ها از انهدام را فراهم آورد. ۲- اجتناب آرایش‌های زرهی و موتوریزه از پیشروی‌های بیش از حد سریع یا عمیق که موجب گسست اتصال آن‌ها با پیاده‌نظام پشت سرشان شود. این دو نکته نشان‌گر تصمیم بر ایجاد محاصره‌های کوچک و تنگ در نزدیکی نقاط شروع بود که تصور می‌شد نتایج بهتری نسبت به محاصره‌های بزرگ‌سال گذشته حاصل کند. به هر صورت این مسئله بر خلاف رویکرد سنتی آلمانی‌ها در «ماموریت‌های تاکتیکی» که به فرماندهان میدانی آزادی عمل و تصمیم‌گیری می‌داد، بود.

### نیروهای محور
در مواجه با کمبود نیروی انسانی، برخلاف عملیات بارباروسا، آلمان در کارزار تابستانه سال ۱۹۴۲ اتکای زیادی به نیروی کشورهای متحد خود داشت. با فرستاده شدن نمایندگانی به این کشورها به‌کارگیری نیرویی معادل ۴۲ لشکر از طرف آن‌ها در این کارزار تضمین شد. این مقدار شامل ۲۷ لشکر رومانیایی، ۱۳ لشکر مجارستانی، ۹ لشکر ایتالیایی، ۲ لشکر اسلواک و ۱ لشکر اسپانیایی می‌شد. بیشتر این یگان‌ها که مجموعاً یک چهارم از تمامی نیروهای محور در جبهه شرقی را تشکیل می‌دادند، در اراضی جنوبی مستقر شدند. بدین ترتیب حدود نیمی از ۴۱ لشکر جدیدی که برای عملیات به گروه ارتش جنوب ورماخت اختصاص یافت خارجی بودند. در این میان بلغارستان که با موفقیت از درگیر شدن در جنگ با شوروی شانه خالی کرده بود، پذیرفت برای کاهش فشار بر نیروهای آلمانی در بالکان نیروی کمکی در این ناحیه جهت امور امنیتی بفرستد. از این رو ارتش یکم بلغارستان ماه ژانویه سال ۱۹۴۲ وارد صربستان شد. بنابر درخواست کشورهای متحد، هیتلر روز ۱۵ آوریل دستور داد یگان‌های هر کشور تحت فرمان قرارگاه ارتش یا دست کم سپاه خود عمل کند. با توجه به وجود خصومت بین رومانی و مجارستان، مقرر شد نیروهای ایتالیایی بین یگان‌های این دو کشور قرار بگیرند. به منظور تقویت روحیه نیروهای متحد، هیتلر فرمان به نهاده شدن تأکید ویژه در رسانه‌های خبری بر دستاوردهای آن‌ها داد.
جز متحدان آلمان، کشورهای دیگری نیز برای اعزام نیروهای داوطلب به جنگ شوروی ابراز تمایل کردند. هیتلر با بی‌اعتمادی که نسبت به فرانسوی‌ها به عنوان دشمنان پیشین آلمان داشت، اکراه تنها مجوز با به‌کارگیری تعداد محدودی از داوطلبان این کشور در یگان‌هایی حداکثر در سطح هنگ، را صادر کرد.
| مرحله | آلمانی | ایتالیایی | رومانیایی | مجارستانی | مجموع |
| ----- | ------ | --------- | --------- | --------- | ----- |
| ۱     | ۱۵     | -         | ۲         | ۳         | ۲۰    |
| ۲     | ۵      | ۳         | -         | ۴         | ۱۲    |
| ۳     | -      | ۳         | ۳         | ۳         | ۹     |
| مجموع | ۲۰     | ۶         | ۵         | ۱۰        | ۴۱    |

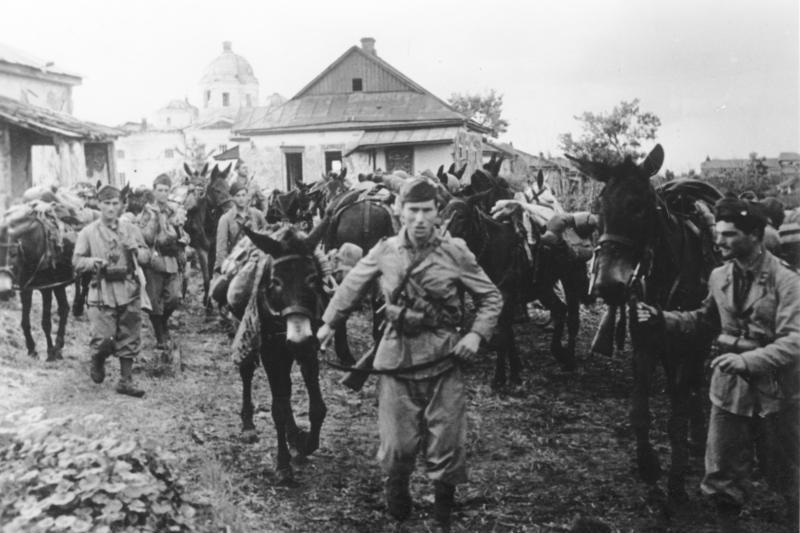
نیروهای ارتش هشتم ایتالیا در شوروی

گروه ارتش جنوب تحت فرمان فیلدمارشال فدر فون بک هدایت عملیات هنگام آغاز آن را بر عهده داشت. گروه ارتش جنوب برای تهاجم اصلی پنج ارتش آلمانی و چهار ارتش از متحدان آلمان در اختیار داشت. ارتش‌های آلمانی در خطی نسبتاً صاف از اریول در شمال تا دریای آزوف در جنوب چیده شدند. ارتش دوم به فرماندهی ارتشبد ماکسیمیلیان فون وایخس، ارتش چهارم زرهی به فرماندهی ارتشبد هرمان هوت و ارتش ششم به فرماندهی سپهبد فریدریش پائولوس در جناح شمالی در طول رود دن مستقر بودند. ارتش یکم زرهی به فرماندهی ارتشبد ایوالت فون کلایست و ارتش هفدهم به فرماندهی ارتشبد ریشارت روئوف نیز در جناح جنوبی استقرار داشتند. ارتش یازدهم به فرماندهی ارتشبد اریش فون مانشتاین هم پس از سلطه بر سواستوپول به تهاجم می‌پیوست. ارتش‌های دوم مجارستان به فرماندهی ارتشبد گوستاو یانی، هشتم ایتالیا و سوم رومانی به ترتیب از شمال به جنوب می‌بایست در مأموریتی خطیر از جناح طولانی نیروهای آلمانی در طول رود دن در جنوب ورونژ محافظت و در انهدام مناطق تحت محاصره مشارکت می‌کردند. در مجموع گروه ارتش جنوب با ۸۹ لشکر از جمله ۹ لشکر زرهی این تهاجم را به انجام می‌رساند. ناوگان چهارم هوایی لوفت‌وافه نیز با حدود ۱۵۰۰ هواگرد از تهاجم پشتیبانی می‌کرد.
در مقایسه با عملیات بارباروسا، از منظر تجهیزات و توان آتش لشکرهای آلمانی تا حدودی وضعیت بهتری داشتند. به هر صورت با تجربه آسیب‌های نبردهای پیشین سطح کیفی این نیروها رو به افول بود. به جهت کمبود نیروی انسانی، لشکرهای پیاده‌نظام ورماخت در این عملیات تنها هزار نفر با فقط دو ماه آموزش، دریافت کردند. با انتقال ادوات ترابری به لشکرهای سرنیزه و در مواجهه با کمبود اسب، پیاده‌نظام ورماخت تحرک کمتری نسبت به گذشته داشت. همچنین آلمانی‌ها تقریباً هیچ نیروی ذخیره راهبردی در اختیار نداشتند. بدون امکان تشکیل یگان‌های جدید، هر گونه نیروی جایگزینی می‌بایست مستقیماً به لشکرهای سرنیزه منتقل می‌شد.

### مراحل عملیات
مورد آبی به صورت کلی به چهار مرحله تقسیم می‌شد. تا ماه ژوئن تنها جزئیات مربوط به سه مرحله نخست مشخص گردید. ارائه مرحله چهارم این طرح تا روز ۲۳ ژوئیه (حدودا یک ماه پس از آغاز عملیات) به طول انجامید.
- مرحله ۱: ارتش‌های جناح شمالی در همراهی با ارتش دوم مجارستان، تحت هدایت عملیاتی موقت ارتش دوم ورماخت با عنوان «گروه ارتش وایخس»، با گذر از رود اسکول به سمت ورونژ در کرانه رود دن در شرق پیش می‌رفتند. همزمان سپاه ۴۰ موتوریزه ارتش ششم ورماخت رو به شمال شرقی یورش می‌برد تا حلقه تنگی حول نیروهای شوروی در مجاورت ورونژ ایجاد شود. در ادامه ارتش چهارم زرهی خود ورونژ را تصرف و ارتش دوم ورماخت یک خط دفاعی در شمال آن تا اریول به عنوان جناح چپ مورد آبی ایجاد می‌کرد. با آغاز عملیات از میانه ماه ژوئن تکمیل مرحله نخست در میانه ماه ژوئیه در نظر گرفته می‌شد.[۵۷] در جریان این مرحله تدارکات نیروها از انبارهای ناحیه کورسک تأمین می‌گردید. با تسخیر ورونژ خط آهن این شهر به کورسک به مسیر اصلی تدارکاتی جبهه دون بدل می‌گشت.[۵۸]
- مرحله ۲: این مرحله ده روز بعد از اتمام مرحله پیشین آغاز می‌شد تا فرصتی برای تجمیع نیروها فراهم آید. ارتش یکم زرهی از ناحیه جنوب خارکوف در طول کرانه شمالی رود دونتس به سمت شرق حمله می‌برد. این ارتش پس از شکستن خط دشمن، به ارتش‌های چهارم زرهی و ششم که از شمال رو به جنوب به می‌آمدند، در حدود ناحیه میلروفو متصل می‌شد. بدین ترتیب محاصره بزرگی پدید می‌آمد که توسط نیروهای ارتش ششم ورماخت و همچنین ارتش هشتم ایتالیا که در همراهی با ارتش یکم زرهی ورماخت پیش می‌آمد، به دو یا سه قسمت کوچک‌تر تقسیم و منهدم می‌شد. پایان مرحله دوم تا میانه ماه اوت متصور بود.[۵۹] تدارکات این مرحله از ناحیه خارکوف تأمین می‌شد. پس از تکمیل محاصره، یک پایگاه تدارکاتی پیشین در والوئیکی در ۱۵۰ کیلومتری شرق خارکوف، برقرار می‌گردید.[۵۸]
- مرحله ۳: در این مرحله گروه ارتش جنوب به دو قسمت تقسیم می‌شد. در یک طرف، ارتش‌های یکم و چهارم زرهی ورماخت تحت امر گروه ارتش آ به سمت استالینگراد در شرق می‌رفتند. ارتش‌های هفدهم و یازدهم ورماخت و هشتم ایتالیا نیز جزو این گروه ارتش بودند. در طرف دیگر، مأموریت گروه ارتش ب اساساً دفاعی و غیر متحرک بود. این گروه ارتش می‌بایست در طول کرانه شرقی رود دن تا استالینگراد کشیده می‌شد. هنگام تکمیل مرحله سوم عملیات گروه ارتش ب در یک خط دفاعی مستحکم از اریول در شمال، از طریق ورونژ، تا استالینگراد در جنوب مستقر بود تا از پشت سر گروه ارتش آ که رو به جنوب می‌رفت، محافظت کند.[۵۹] هیتلر دستور به تأمین مقدار زیادی تسلیحات ضد تانک شامل حدود ۵۰۰ توپ ضدتانک با کالیبر بالا برای این خط دفاعی به منظور مقابله تانک‌های متوسط و سنگین دشمن، داد. در جریان این مرحله پایگاه‌های پیشین تدارکاتی دیگری در طول خط آهن استالینو-استالینگراد و در شرق والوئیکی در طول رود دون، ایجاد می‌شد.[۶۰][یادداشت ۳]

بر مبنای فرمان شماره ۴۱ پیشوا، استالینگراد در این زمان از اهمیت یکسانی با ورونژ و روستوف برخوردار بود. نام این شهر در متن پنج صفحه‌ای این فرمان تنها در دو بند دیده می‌شد. نخستین مورد «ناحیه استالینگراد» را محل پیوستن دو ارتش زرهی ورماخت به یکدیگر ذکر می‌کرد. در مورد دوم از نیروها خواسته شده بود تمامی تلاش خود برای رسیدن به این شهر یا حداقل قرار دادن آن در برد مؤثر آتش توپخانه سنگین را صورت دهند تا دیگر نتواند مرکز مهمی برای تولید تسلیحات یا ترابری باشد. این فرمان عملیاتی هیچ اشاره‌ای به تسخیر استالینگراد نداشت.

### مورد رایشل
در اتفاقی مشابه حادثه مشلن در کارزار جبهه غربی در سال ۱۹۴۰، روز ۱۹ ژوئن هواگرد حامل سرگرد یواخیم رایشل، رئیس ستاد لشکر بیست و سوم زرهی ورماخت وادار به فرود در اراضی تحت سلطه شوروی شد. او اسناد مهمی از عملیات، از جمله مجموعه کامل فرمان‌ها و نقشه‌های مرحله نخست آن، همراه خود داشت که به دست شوروی افتاد. در پی این حادثه عده‌ای در ورماخت خواهان الغای کامل علمیات یا حداقل تغییر اساسی آن بودند. به هر صورت بیشتر عوامل فرماندهی عالی نیروی زمینی آلمان و همچنین فیلدمارشال فون بک خواهان آغاز هر چه سریع‌تر عملیات شدند. بدین ترتیب به گروه ارتش جنوب اطلاع داده شد تا روز ۲۶ ژوئن برای آغاز عملیات آماده شود.
با این نقض امنیت، سرتیپ هانس فون بوئینبورگ-لنگسفلت، فرمانده لشکر بیست و سوم زرهی، سپهبد گئورگ اشتومه، فرمانده سپاه ۴۰ موتوریزه که لشکر جزو آن بود و رئیس ستاد او از مقام خود خلع شدند. به نظر می‌رسید سپهبد پائولوس فرمانده یگان بالا دستی ارتش ششم ورماخت نیز دچار چنین عاقبتی شود. او خود مختصراً مایل بود در دادگاه نظامی از این بابت محاکمه شود اما فون بک او را از این عمل بازداشت.
با این حال، به زعم استالین اسناد به دست آمده اطلاعات غلطی بود که آلمان به صورت عامدانه در اختیار شوروی قرار داده تا نیروهای آن را از دفاع مسکو دور کند.

## نیروها و آماده‌سازی شوروی
پس از نبردهای طاقت‌فرسای زمستان ارتش سرخ دیگر یک نیروی صرف‌شده بود و همانند حریف در شرایطی وخیم به سر می‌برد. شوروی در طول کارزار سال گذشته نزدیک به ۲۰ هزار تانک خود را از دست داده بود که تقریباً معادل تمام توان زرهی آن بود. در این حال برخی مراکز عمده صنعتی شوروی به دست آلمانی‌ها افتاده و تولیدات کارخانه‌های فرستاده‌شده به ناحیه اورال فعلاً در حال آغاز بود. بدین شکل، در ابتدای فصل بهار سال ۱۹۴۲ ارتش سرخ در خط مقدم توان زرهی کمتری نسبت به آلمان داشت.
به هر صورت آمار تولید تانک در شوروی در ماه مارس سال ۱۹۴۲ به حدود ۲ هزار دستگاه در ماه رسید. شوروی توانست با این تولیدات تا ابتدای ماه مه حدود ۲۰ تیپ تانک جدید بسازد. با حصول اطمینان بیشتر از درگیری عمیق امپراتوری ژاپن در کارزارهای اقیانوس آرام و اقیانوس هند، استاوکا مقدار بیشتری از نیروهای خود را از شرق دور به نواحی غربی منتقل کرد. همچنین با استفاده از ۵۰۰ هزار نیروی ذخیره فراخوانده شده ۳۰ لشکر تفنگ‌دار ارتش سرخ بازسازی شدند.

## اقدامات مقدماتی ورماخت

### پاکسازی کریمه
پیش از آغاز عملیات عمده تابستانه واضح بود که ورماخت می‌بایست تعدادی از عملیات‌های موضعی مقدماتی در برخی مناطق مجاور صورت می‌داد. برجسته‌ترین این موارد مربوط به شبه جزیره کریمه بود. جناح جنوبی چنان عملیات دور رسی در صورت باقی ماندن این ناحیه در دست دشمن به شدت در معرض خطر قرار می‌گرفت. آرایش‌های قدرتمند ارتش سرخ در کریمه تهدید بزرگی برای ارتباطات پشت سر و خطوط تدارکاتی گروه ارتش جنوب ورماخت بودند. ورماخت یک بار پیش از این در پاییز سال ۱۹۴۱ به کمک ارتش یازدهم خود تحت امر ارتشبد اریش فون مانشتاین سعی کرده بود بر تمامی این شبه‌جزیره مسلط شود اما با پایداری ارتش سرخ در سواستوپول و عملیات آبی-خاکی متعاقب آن در شبه‌جزیره کرچ، موفقیت تام حاصل ننموده بود.
به جهت تکمیل آماده‌سازی‌ها، به پیشنهاد ارتشبد فون مانشتاین و تأیید فرماندهی عالی آغاز عملیات ارتش یازدهم ورماخت در کریمه تا روز ۵ مه به تأخیر افتاد. متعاقب این تأخیر، اقدام برای تسخیر سواستوپول دست کم تا میانه ماه ژوئن و در نتیجه تهاجم تابستانه با تأخیر مواجه شد. تهاجم ارتش یازدهم ورماخت به شبه‌جزیره کرچ، موسوم به عملیات تراپن‌یاکت، درنهایت از روز ۸ مه آغاز شد. در عرض تنها چند ساعت نظام فرماندهی و هدایت و ارتباطات جبهه کریمه شوروی به‌طور کامل فروپاشید. با وجود گریز آشفته ارتش‌های چهل و چهارم و پنجاه و یکم شوروی، بیشتر قوای ارتش چهل و هفتم شوروی بین نیروهای فون مانشتاین و دریای آزوف در شمال غربی شبه‌جزیره کرچ به محاصره افتادند و منهدم شدند. قوای فون مانشتاین تا روز ۱۴ مه خود را به کرچ رساندند تا شوروی چاره‌ای جز تخلیه نیروهایش از طریق تنگه کرچ نداشته باشد. این تخلیه زیر آسمان تحت سلطه لوفت‌وافه، تا روز ۲۰ مه به شکل فاجعه‌باری برای شوروی انجام گرفت. بدین ترتیب، جبهه کریمه شوروی در عرض تنها دوازده روز تقریباً تمامی تجهیزات سنگین و ۱۷۵ هزار تن از نیروهای خود را، غالباً به صورت اسیر، از دست داد. این درحالی بود که مجموع تلفات ورماخت برای این عملیات تنها حدود ۷۵۰۰ تن اعلام شده‌است. شهر کرچ روز ۱۶ مه به تصرف ورماخت درآمد. بدین شکل عملیات در ناحیه کرچ به «نخستین نبرد انهدام بهار ۱۹۴۲» بدل گشت.
برنامه‌ریزی ورماخت جهت تهاجم مجدد به سواستوپول همزمان با درگیری‌های ناحیه کرچ صورت گرفت. ورماخت انواع مختلفی از قطعات توپخانه بدین منظور به ناحیه اعزام کرد. ناوگان دوم هوایی لوفت‌وافه نیز کاملاً به کریمه بازگشت. در قالب عملیات اشتورفانگ، اوایل ماه ژوئن بمباران شدید توپخانه و هوایی مواضع مدافعان توسط ورماخت آغاز شد. نیروهای آلمانی در همراهی با متحدان رومانیایی در مواجهه با مقاومت مدافعان، در طول ماه ژوئن به شکل مداوم مواضع ارتش سرخ را پاکسازی کردند. اواخر ماه ژوئن هنگامی که مدافعان با کمبود مهمات مواجه بودند، استاوکا دستور به تخلیه افراد کلیدی از محاصره داد. به هر صورت اکثریت نیروهای شوروی قادر به خروج نشدند تا قریب به ۹۰ هزار نفر از آن‌ها به اسارت درآیند. ارتش یازدهم ورماخت روز ۱ ژوئیه وارد سواستوپول شد. تا روز ۴ ژوئیه درگیری‌ها تا حدود زیادی به پایان رسید و سواستوپول نیز به تسخیر ورماخت درآمد. با تسخیر کامل شبه‌جزیره کریمه فون مانشتاین به درجه فیلدمارشالی نائل آمد.
با وجود طرح اولیه برای مشارکت ارتش یازدهم ورماخت در مورد آبی به شکل گذر آن از طریق تنگه کرچ به شبه‌جزیره کوبان در شمال قفقاز، این ارتش در نهایت جهت یاری‌رسانی به تسخیر لنینگراد به اراضی شمالی فرستاده شد.

### نبرد ناحیه خارکوف
با تصور این که نیروهای آلمانی در قسمت جنوبی ضعیف‌تر از قسمت‌های شمالی هستند، ماه آوریل استالین دستور به بازپس‌گیری شهر خارکوف، مرکز حیاتی ترابری ریلی آلمانی‌ها، داد. همزمان گروه ارتش جنوب ورماخت در حال آماده‌سازی برای انهدام برآمدگی خط مقدم از رود دونتس به سمت غرب در ناحیه ایزیوم بود. ارتش ششم ورماخت در شمال بین بلگورود و بلاکلایا و ارتش یکم زرهی آن در جنوب در پاولوگراد مستقر شدند. این نیرو قصد محاصره و انهدام نیروی درون برآمدگی را داشت تا خط مقدم خود را صاف و برای تهاجم اصلی در جنوب مهیا کند. این مسئله با انتقال خط مقدم به رود دونتس، علاوه بر تسهیل امر استقرار نیرو و تدارکات‌رسانی، تعداد زیادی از آرایش‌های آلمانی را که در این زمان دور این برآمدگی قرار داشتند آزاد می‌کرد. ورماخت با آگاهی اطلاعاتی از قصد شوروی، دشمن را به یک تله‌گاه از پیش آمده کشید. جبهه جنوب غربی شوروی نیروهای بیشتری از جمله دو ارتش میدانی و دو سوم تمام قوای زرهی خود را وارد برآمدگی کرد. تهاجم ارتش سرخ یک هفته پیش از ورماخت، از روز ۱۲ مه آغاز شد. با وجود پیشروی به سمت غرب و جنوب، ارتش سرخ نتوانست دهانه برآمدگی را فراخ‌تر کند. ضد حمله آلمانی‌ها (عملیات فریدریکوس ۱) از روز ۱۸ مه آغاز شد. یازده لشکر ارتش یکم زرهی ورماخت با حمله از ناحیه اسلوفیانسک به سمت شمال در عرض دو روز در جناح چپ جبهه جنوب غربی شوروی رخنه کردند. در نهایت با حمله نیروهای ارتش ششم ورماخت به سمت جنوب، دو انبر ضد حمله ورماخت روز ۲۳ مه به یکدیگر متصل شدند. با وجود اقدام آشفته ارتش سرخ برای عقب‌نشینی، بیشتر نیروهای دو ارتش ششم و نهم شوروی به دام افتادند. علاوه بر انهدام ۱۲۰۰ تانک ارتش سرخ، در مجموع حدود ۲۴۰ هزار نفر شماری معادل قوای سه ارتش میدانی به اسارت درآمدند. تهاجم فاجعه‌بار در ناحیه خارکوف به یک شکست تحقیرآمیز برای شوروی بدل شد که نتیجه آن از دست دادن ۲۹ لشکر بود.
این نبرد موسوم به نبرد دوم خارکوف یک پیروزی بزرگ برای آلمانی‌ها به حساب می‌آمد و روحیه آن‌ها را به شکل قابل توجهی بهبود بخشید. به هر صورت این نبرد در آماده‌سازی آلمان برای تهاجم تابستانه خلل آفرید. یگان‌های آلمانی درگیر این نبرد نتوانستند در چارچوب زمانی مقرر بازسازی خود را تکمیل کنند. در نتیجه برنامه آماده‌سازی‌ها تغییرات زیادی کرد و آغاز تهاجم تابستانه به تأخیر افتاد. در طرف مقابل، با از دست رفتن بیش از ۴۵۰ هزار نفر از نیروهای آن در طول ماه مه در نبردهای نواحی خارکوف و کریمه که حدود دو سوم از آن‌ها کشته شده یا به اسارت درآمده بودند، قابلیت شوروی برای مقابله با تهاجم تابستانی آلمان به شدت تقلیل یافت. به هر صورت شوروی با تحمل شکست در ناحیه خارکوف تا حدودی از قرار گرفتن دست کم بخشی از تهاجم تابستانه آلمان در جنوب مطلع شد و تمهیداتی در این ارتباط صورت داد. پس از این شکست استالین تصمیم گرفت حالت دفاعی بگیرد و سعی در مقابله با حملات احتمالی آلمان بکند. شوروی همچنین تا حدودی از قرار گرفتن دست کم بخشی از تهاجم تابستانه آلمان در جنوب مطلع شد و تمهیداتی از جمله عقب کشیدن چند لشکر از منطقه مسکو برای ایجاد عمق راهبردی، در این ارتباط صورت داد. به هر صورت بسیاری از نیروهای ذخیره شوروی همچنان در قسمت مرکزی مانند و به نواحی جنوبی منتقل نشدند.

### پاکسازی نواحی ولچانسک و کوپیانسک
در پی پیروزی در ناحیه خارکوف آلمانی‌ها به دنبال از میان برداشتن مقدار بیشتری از نیروهای دشمن پیش از آغاز مورد آبی بودند. ورماخت بدین منظور عملیات ویلهلم را برای محاصره و انهدام ارتش بیست‌وهشتم شوروی در ناحیه ولچانسک به اجرا گذاشت. این عملیات ابتدا برای روز ۷ ژوئن برنامه‌ریزی شده بود اما در اثر بارندگی تا روز ۱۰ ژوئن به تعویق افتاد. در این تهاجم متمرکز سپاه ۸ ارتش ششم ورماخت روز به جنوب و سپاه ۳ زرهی ارتش یکم زرهی ورماخت رو به شمال حمله بردند. سپاه ۳ زرهی ورماخت در این زمان متشکل از چهار لشکر زرهی و یک لشکر پیاده‌نظام موتوریزه بود و فرمانده آن سپاه ۵۱ ورماخت را هم تحت هدایت عملیاتی خود داشت. عملیات به خوبی پیش رفت و یورش شبانه آلمانی‌ها دشمن را کاملاً غافلگیر کرد. دو انبر آلمانی روز ۱۳ ژوئن در مجاورت رود بورلوک به یکدیگر رسیدند. درگیری متعاقب تنها دو روز به طول انجامید و ۲۱ هزار نفر دیگر نیروهای شوروی به اسارت ورماخت درآمدند. به هر صورت شرایط آب‌وهوایی و بدی وضعیت راه‌ها سبب شد بخش‌های بزرگی از ارتش بیست‌وهشتم شوروی از مهلکه بگریزند تا موفقیت آلمانی‌ها کامل نباشد.
پس از سلطه ورماخت بر ناحیه ولچانسک ارتش سی‌وهشتم شوروی درون یک برآمدگی کم‌عمق خط مقدم در مجاورت رود اسکول بین کوپیانسک در شمال و ایزیوم در جنوب قرار گرفت. نیروی آلمانی بین روزهای ۲۲ تا ۲۶ ژوئن عملیاتی فریدریکوس ۲ را به انجام رساندند تا ناحیه کوپیانسک را نیز پاکسازی کنند و سر پلی بر رود اسکول به دست آورند. این عملیات که با دو انبر سپاه ۳ زرهی ورماخت از شمال و سپاه ۴۸ زرهی ورماخت از جنوب صورت گرفت، کرانه غربی رود اسکول را تصرف آلمانی‌ها درآورد و موجب اسارت ۱۳ هزار تن دیگر از نیروهای ارتش سرخ شد. این بار نیز ارتش سی‌وهشتم شوروی تا حدود زیادی قادر به گریز شد.

## ترکیب یگان‌ها
ماه ژوئیه سال ۱۹۴۲:

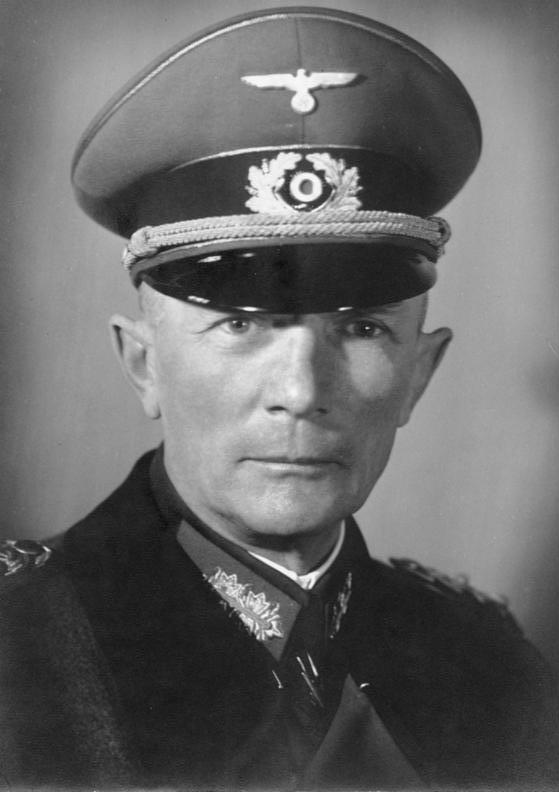
فیلدمارشال فدر فون بک

مارشال سیمیون تیموشنکو

| - آلمان: - گروه ارتش جنوب: فیلدمارشال فدر فون بک - گروه ارتش وایخس: - ارتش دوم: ارتشبد ماکسیمیلیان فون وایخس: - سپاه ۵۵ - ارتش چهارم زرهی: ارتشبد هرمان هوت (چهار لشکر زرهی و سه لشکر موتوریزه) - سپاه ۱۳ - سپاه ۲۴ زرهی - سپاه ۴۸ زرهی - ارتش دوم مجارستان: ارتشبد گوستاو یانی (یک لشکر موتوریزه) - سپاه ۷ آلمان - سپاه ۳ مجارستان - سپاه ۸ هوایی - ارتش ششم: سپهبد فریدریش پائولوس (یک لشکر زرهی و یک لشکر موتوریزه) - سپاه ۲۹ - سپاه ۸ - سپاه ۴۰ زرهی - سپاه ۲۷ - سپاه ۴ هوایی - ارتش یکم زرهی: ارتشبد ایوالت فون کلایست - سپاه ۵۱ - سپاه ۶ رومانی - سپاه ۴۴ - سپاه ۱۱ - سپاه ۳ زرهی - ارتش هفدهم: ارتشبد ریشارت روئوف (یک لشکر زرهی، لشکر اس‌اس و یک لشکر موتوریزه اسلواک) - سپاه ۵۲ - سپاه اعزامی ایتالیا - ارتش سوم رومانی - سپاه ۴۹ کوهستان - ذخیره: - ارتش هشتم ایتالیا - دو سپاه مجارستانی |  | - شوروی: - جبهه بریانسک: سپهبد فیلیپ گولیکوف - ارتش سوم - ارتش چهل‌وهشتم - ارتش سیزدهم - ارتش چهلم - ارتش پنجم تانک - ارتش دوم هوایی - ارتش ششم نقب‌زن - پنج سپاه تانک و دو سپاه سواره‌نظام - جبهه جنوب غربی: مارشال سیمیون تیموشنکو - ارتش بیست‌ویکم (یک سپاه تانک) - ارتش بیست‌وهشتم (یک سپاه تانک) - ارتش سی‌وهشتم (یک سپاه تانک) - ارتش نهم (یک سپاه سواره‌نظام) - ارتش هشتم هوایی - ارتش هفتم نقب‌زن - یک سپاه تانک و یک سپاه سواره‌نظام |

## اجرای عملیات

### مرحله نخست
مرحله نخست مورد آبی از روز ۲۸ ژوئن از ناحیه کورسک علیه جبهه بریانسک شوروی آغاز شد. پس از یک گلوله‌باران مختصر که تقریباً هیچ پاسخی از جانب دشمن دریافت نکرد، گروه ارتش وایخس شروع به تهاجم کرد. ارتش دوم ورماخت در جناح چپ و ارتش چهارم زرهی ورماخت در جناح راست بودند و ارتش دوم مجارستان جناح جنوبی آن‌ها را پوشش می‌داد. آلمانی‌ها تقریباً بلافاصله و همه جا در مواضع دشمن رخنه کردند. با وجود این که آلمانی‌ها در ابتدای مورد آبی از غافلگیری بزرگ راهبردی عملیات بارباروسا بهره‌مند نبودند، شرایط اولیه فراتر از پیش‌بینی آن‌ها بود. بر خلاف انتظار آلمانی‌ها در مواجه با نبردهای سخت اولیه، جز مقاومت پراکنده در برخی نقاط، نیروهای شوروی حضور فعالی در منطقه نداشتند. بدین شکل غافلگیری دست کم در بعد تاکتیکی حاصل شد. قوای ارتش سرخ در تمامی نقاط در آشفتگی بودند و برخی یگان‌های آن از هم پاشیدند. در این حال برتری هوایی در منطقه در دست جنگنده‌های سپاه ۸ هوایی لوفت‌وافه بود. بمب‌افکن‌های آلمانی با نفوذ عمیق، پایگاه‌های هوایی و سایر تأسیسات شوروی را بمباران کردند.

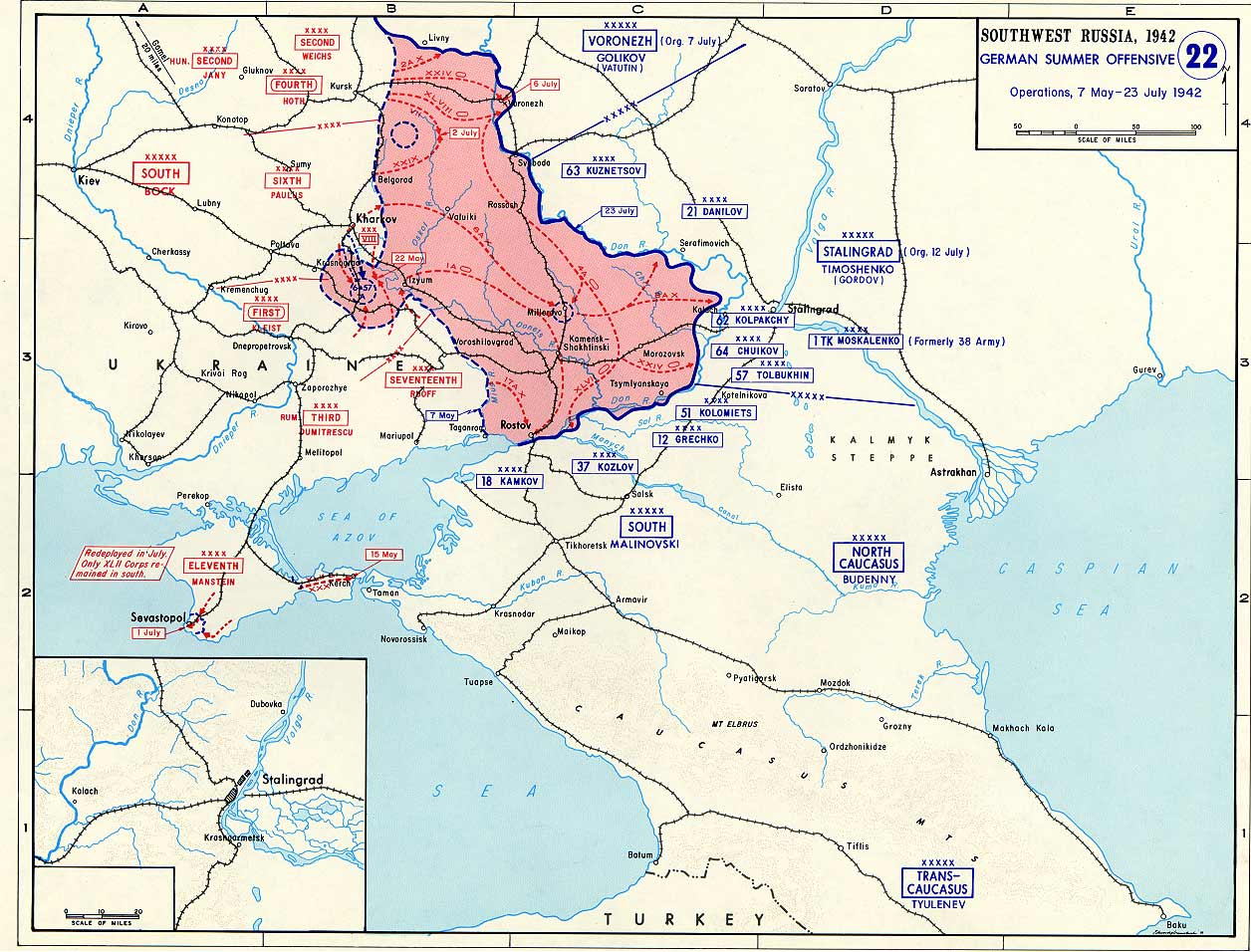
پیشروی آلمانی‌ها تا ۲۳ ژوئیه ۱۹۴۲

ارتش چهارم زرهی ورماخت با قرار دادن سپاه ۲۴ موتوریزه در جناح چپ و سپاه ۴۸ موتوریزه در جناح راست، تا انتهای روز نخست ۵۰ کیلومتر در عمق اراضی دشمن پیش رفت. در طول این روز سپاه ۴۸ موتوریزه ورماخت با جلوداری لشکر بیست و چهارم زرهی، از دو رود تیم و کْشِن گذر و در اتصال بین ارتش‌های سیزدهم و چهلم شوروی رخنه کرد. سرعت و شدت تهاجم موجب شوکه‌شدن مدافعان شد. حتی بارندگی سنگین روز ۲۹ ژوئن هم نتوانست آنچنان از سرعت آن بکاهد. ارتش چهارم زرهی ورماخت قرارگاه ارتش چهلم شوروی را به تسخیر خود درآورد. اعضای ستاد این ارتش قادر به گریز شدند اما تجهیزات خود را پشت سر گذاشتند تا نیروهای ارتش چهلم شوروی بدون فرماندهی رها شوند. ارتش چهارم زرهی ورماخت تا روز ۴ ژوئیه در نقاط متعددی به رود دن در عمق بیش از ۱۵۰ کیلومتری از خط آغازین، رسید و چندین سر پل بر آن ایجاد کرد. در جناح چپ، طبق برنامه، ارتش دوم ورماخت توانست بر مواضع دفاعی مورد نظر از لیونی تا ورونژ سلطه یابد. این ارتش تعدادی از حملات شدید ارتش سرخ از جانب شمال را که در طرح عملیاتی پیش‌بینی نشده بودند، دفع کرد. در جناح راست ارتش دوم مجارستان با تسلیحات سنگین کمتر و بدون پوشش هوایی، در پیشروی به سمت رود دن سرعت بسیار آهسته‌تری داشت. به هر صورت با ضربه سختی که به ارتش چهلم شوروی وارد آمده بود، نیروی‌های مجارستانی هم توانستند وظیفه خود در محافظت از جناح جنوبی گروه ارتش وایخس را در این مرحله به انجام برساند.
با وجود این که طبق برنامه ارتش ششم ورماخت نیز می‌بایست تهاجم را از روز ۲۸ ژوئن آغاز می‌کرد اما بارندگی شدید و گل‌آلود شدن ناحیه سبب شد این عمل تا روز ۳۰ ژوئن به تعویق بیفتد. به هر صورت این ارتش نیز با جلوداری سپاه ۴۰ موتوریزه ورماخت نیروهای مقابل خود در ارتش بیست و یکم شوروی را در چارچوب زمانی مقرر در هم کوبید. لشکر سوم زرهی ورماخت به عنوان سرنیزه زرهی این حرکت، ۱ ژوئیه به رود اسکول در عمق ۸۰ کیلومتری رسید. ارتش ششم ورماخت با فرستادن ستون‌های متحرک خود به سمت شمال روز ۲ ژوئیه در ۴۰ کیلومتری شرق استاری اوسکول با ارتش چهارم زرهی ورماخت اتصال برقرار کرد. بدین شکل ارتش چهلم شوروی گرفتار محاصره ورماخت شد. محاصره‌ای که طبق برنامه به راحتی توسط آرایش‌های پیاده‌نظام متعاقب اداره شد.
ارتش چهارم زرهی ورماخت با گذر از رود دن، همان روز ۴ ژوئیه به حومه ورونژ رسید. با اندکی تأخیر در اثر گل‌آلود بودن ناحیه، این نیرو روز بعد وارد این شهر تقریباً بدون دفاع شد. حدوداً در همین زمان ارتش دوم مجارستان هم به رود دن رسید. در واکنش، استالین ارتش‌های ششم و شصتم شوروی را از جایگاه ذخیره آزاد کرد تا در کرانه شرقی دن بین زادونسک و پاولوفسک در شمال و جنوب ورونژ موضع بگیرند. ارتش پنجم تانک شوروی نیز در جنوب رود یلتس متمرکز شد. حضور این نیروها شرایط در این ناحیه را موقتاً تثبیت کرد اما قادر به بر طرف کردن تهدید رخنه دشمن به استالینگراد نبود. ارتش پنجم تانک شوروی که مجموعاً بیش ۶۴۰ تانک داشت، از روز ۵ ژوئیه دست به ضد حمله زد. بی‌تجربگی فرماندهان میدانی شوروی در عملیات‌های بزرگ متحرک سبب شد سه سپاه مکانیزه این ارتش به صورت تکه‌تکه و ناهماهنگ به‌کارگرفته شوند. به هر صورت ضد حملات شدید شوروی دو لشکر نهم و یازدهم زرهی ارتش چهارم زرهی ورماخت را برای مدت طولانی در غرب ورونژ درگیر مبارزات سنگین نگاه داشت. در این حال، حضور نیروهای زیادی از دشمن در آن سوی رود دن تهدیدی جدی برای جناح شرقی ارتش چهارم زرهی ورماخت به حساب می‌آمد. فون بک، فرمانده گروه ارتش جنوب که نمی‌توانست به قابلیت نیروهای مجارستانی در محافظت از این جناح اطمینان داشته باشد، در فرستادن ارتش چهارم زرهی ورماخت به سمت جنوب برای ادامه عملیات در این شرایط تردید داشت. او در گونه‌ای از تعلل تنها یک سپاه از این ارتش را روانه جنوب کرد. این اقدام که حرکت ارتش چهارم زرهی ورماخت را برای ۴۸ ساعت به تأخیر انداخت، موجب برآشفتگی هیتلر شد. این مسئله ناشی پیش‌بینی نشدن هر گونه ضد حمله ارتش سرخ در ناحیه ورونژ بود.
ارتش سرخ که از همان ابتدا از منظر عددی و تسلیحاتی در موضع ضعف بود، در این مرحله متحلم ۳۷۰ هزار تلفات غیرقابل بازیابی شد. استاوکا تا روز ۵ ژوئیه هنوز تصور می‌کرد تهاجم جدید آلمانی‌ها مقدمه‌ای برای پیشروی دیگری از طرف آن‌ها به سمت مسکو است و مهاجمان پس از رسیدن به ورونژ رو به شمال چرخش خواهند کرد. از این رو بیشتر اقدامات شوروی در جهت مقابله با حرکت دشمن به سمت مسکو بود. استالین روز ۶ ژوئیه با عقب‌نشینی محدود ارتش‌های بیست‌ویکم، بیست‌وهشتم، سی‌وهشتم و نهم شوروی موافقت کرد. به هر صورت با قرار داشتن نیروهای جبهه‌های جنوب غربی و جنوبی شوروی در خطر محاصره، روز ۱۰ ژوئیه مجوز عقب‌نشینی بیشتر تا خط کازانسکایا-چرکاس‌کویه، صادر شد. بدین شکل بیشتر نیروهای جبهه جنوب غربی شوروی قادر گشتند به پشت رود دن عقب بنشینند. با اقدام نیروهای ارتش سرخ به عقب‌نشینی آلمانی‌ها در سه هفته آغازین کارزار تنها ۵۴ هزار نفر را به اسارت گرفتند. شرایط به اندازه‌ای برای فرماندهی گروه ارتش مرکز ورماخت نامطلوب بود که فون بک روز ۸ ژوئیه با ارسال پیامی به هالدر مرحله دوم عملیات را از پیش «مرده» توصیف کرد و احتمال داد در صورت ادامه بر اساس طرح پیشین انبرهای آلمانی فضای خالی را محاصره کنند.

### تقسیم گروه ارتش جنوب

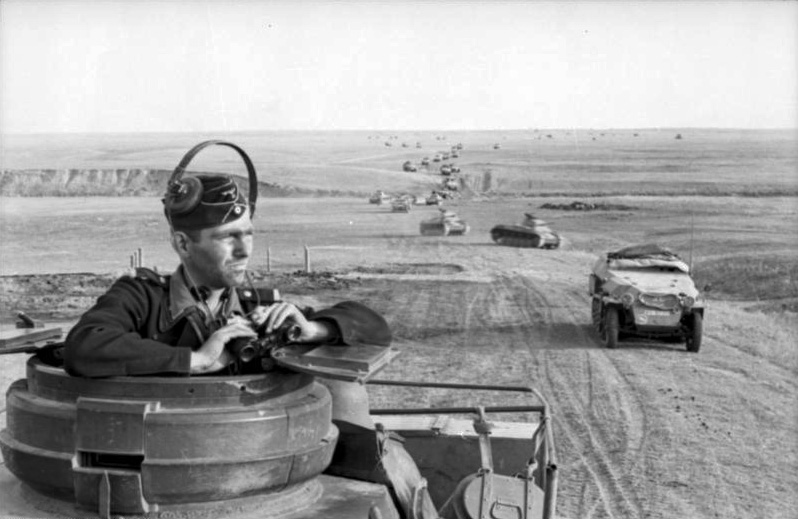
ستون زرهی ورماخت در حال حرکت به سمت استالینگراد

در مواجهه با عقب‌نشینی دشمن و با نگرانی از ناتوانی در محاصره آن، مرحله دوم مورد آبی به دستور فرماندهی عالی آلمان دو هفته زودتر از موعد مقرر آغاز شد. گروه ارتش جنوب روز ۹ ژوئیه به دو قسمت گروه ارتش آ و گروه ارتش ب تقسیم گردید. در ابتدا فیلدمارشال فون بک فرماندهی گروه ارتش ب را بر عهده داشت اما در پی بروز اختلاف نظر با فرماندهی عالی بر سر عمل در ناحیه ورونژ، روز ۱۳ ژوئیه با ارتشبد فون وایخس جایگزین شد. همان روز به دستور هیتلر ارتش چهارم زرهی ورماخت از گروه ارتش ب به گروه ارتش آ منتقل شد تا رو به روستوف-نا-دونو در جنوب بر سر راه قفقاز، برود. روز ۱۷ ژوئیه مقرر شد نیروهای دشمن بین رودهای دن و دونتس در ناحیه روستوف به محاصره دربیایند و همزمان بخش دیگر نیرو به رود ولگا در جنوب استالینگراد برسند. هیتلر روز ۱۶ ژوئیه قرارگاه عملیاتی خود و فرماندهی‌های عالی ورماخت و نیروی زمینی را به پایگاه میدانی وِرولف در نزدیکی وینیتسا در غرب اوکراین منتقل کرد.

#### پیشروی گروه ارتش آ به سمت قفقاز
ارتش یکم زرهی ورماخت از روز ۹ ژوئیه وارد عملیات شد. این ارتش با گذر از رود دونتس در دو طرف لیسیچانسک رو به شرق، طبق برنامه اولیه، با یک چرخش تند به سمت شمال شرقی رو به ویسوچانوفکا کرد تا به ارتش ششم ورماخت متصل شود. به هر صورت نیروهای دشمن پیش از این در تمامی طول خط مقدم در حال عقب‌نشینی از مقابل ارتش ششم ورماخت بودند و حرکت گارانبری ورماخت در ناحیه ویسوچانوفکا دیگر نمی‌توانست ثمره‌ای داشته باشد. به نظر می‌رسید حرکت سریع‌تر از انتظار ارتش ششم ورماخت سبب شود سپاه ۴۰ موتوریزه ورماخت، سرنیزه این ارتش، بسیار زودتر از آن که ارتش یکم زرهی ورماخت خود را به ویسوچانوفکا برساند، در جنوب آن قرار گیرد. بدین شکل فون کلایست روز بعد دستور گرفت رو به میلرووو به سمت شرق برود تا در نقطه‌ای جنوبی‌تر اتصال با ارتش ششم ورماخت صورت پذیرد. با این حال مشکلات تدارکاتی از جمله کمبود شدید سوخت در یگان‌های جلودار ارتش یکم زرهی ورماخت، اجرای این طرح را نیز دچار مشکل کرد. روز ۱۱ ژوئیه، در سومین فرمان عملیاتی، مسیر ارتش یکم زرهی ورماخت مقداری بیشتری به سمت جنوب منحرف شد. به هر حال سرنیزه جناح چپ این ارتش روز ۱۵ ژوئیه در نهایت حوالی ویسوچانوفکا به ارتش ششم ورماخت متصل گشت. یگان‌های کم‌تعداد زرهی جلودار ورماخت قادر نشدند جلوی عقب‌نشینی ستون‌های ارتش سرخ به سمت شرق را بگیرند تا عایدی ورماخت از این نبرد محاصره‌ای تنها حدود ۴۰ هزار نفر اسیر باشد. با وجود تصرف اراضی وسیع، شمار اسرا بسیار کمتر از انتظار آلمانی‌ها بود و این مسئله هدف عملیاتی اصلی آن‌ها در انهدام قوای دشمن را نفی می‌کرد.
با دریافت گزارش‌های اطلاعاتی از تجمع نیروهای دشمن در ناحیه دن سفلی، هیتلر روز ۲۳ ژوئیه با صدور فرمان شماره ۴۵ پیشوا، ضمن تا حدود زیادی موفق قلمداد کردن عملیات تا این زمان، گروه ارتش آ را موظف به انهدام نیروهای دشمن در جنوب روستوف و تصرف تمامی خط ساحل شرقی دریای سیاه کرد. بر این اساس ارتش یکم زرهی ورماخت می‌بایست در قالب عملیات اِدِلوایس به سمت باکو و میدان‌های نفتی آن در مجاورت دریای خزر در جهت جنوب شرقی یورش می‌برد. در این حال گروه عملیاتی روئوف (ارتش‌های هفدهم ورماخت و سوم رومانی) موظف به حرکت به سمت تنگه کرچ در جنوب غربی و ساحل دریای سیاه بین نوورسیسک و باتومی شد. ارتش چهارم زرهی ورماخت نیز می‌بایست فضای بین گروه ارتش‌های آ و ب را که در دو محور واگرا به سمت جنوب و شرق می‌رفتند، پوشش می‌داد. گروه ارتش آ برای این مقاصد روز ۲۵ ژوئیه در بین ۸ لشکر زرهی خود مجموعاً ۴۲۵ تانک داشت. این گروه ارتش با سپردن تعدادی از لشکرهای موتویزه و زرهی خود به گروه ارتش دیگر، نیروی نسبتاً ضعیفی به حساب می‌آمد که تنها قوای کافی برای تعقیب دشمنی که در حال گریز تصور می‌شد، را در اختیار داشت.
در این زمان فواصل طولانی در مناطق جنوبی شوروی فشار شدیدی بر نظام تدارکاتی ورماخت وارد می‌آورد؛ به وجهی که از میانه ماه ژوئیه لشکرهای سرنیزه ارتش چهارم زرهی ورماخت با کمبود سوخت مواجه بودند و تانک‌های عملیاتی هر یک از لشکرهای متحرک گروه ارتش آ تنها به میانگین ۵۴ دستگاه تقلیل یافت. به هر صورت، سپاه ۵۷ زرهی ارتش هفدهم ورماخت روزهای ۲۳ ژوئیه شهر غالباً تخلیه‌شده روستوف-نا-دونو را تسخیر کرد. تا پایان ماه تمام ناحیه دونباس به تصرف آلمانی‌ها درآمد و گروه ارتش آ در حال حرکت به سمت قفقاز در جنوب بود. با وجود انهدام پل اصلی رود دن در جنوب روستوف، نیروهای ویژه براندبورگر ورماخت بر چندین پل دیگر بر این مسلط شدند. به هر صورت با عقب‌نشینی دشمن، آلمانی‌ها باز هم قادر به محاصره موفقیت‌آمیز قوای آن در ناحیه روستوف نشدند تا شمار اسرا در این مرحله تنها ۸۳ هزار نفر باشد. با این حال، عقب‌نشینی سراسیمه و آشفته ارتش سرخ در حال برهم ریختن انضباط در بین نیروهای آن بود. یگان‌های ارتش سرخ هنگام عقب‌نشینی توپ‌ها و سایر تجهیزات خود را رها می‌کردند. تسلط فرماندهان و کمیسارهای شوروی بر شرایط رو به زوال بود. در مواجهه با این بهران حاد و در پی سقوط روستوف، جهت جلوگیری از فروپاشی کامل، استالین به عنوان کمیسار خلق در امور دفاع، روز ۲۸ ژوئیه با صدور فرمان شماره ۲۲۷، ضمن اشاره به شرایط وخیمی که شوروی با آن مواجه بود، از نیروهای مسلح خواست حتی «یک قدم پس نگذارند» و «تا آخرین قطره خون» از هر موضع خود دفاع کنند. بزدلان، هراس‌افکنان، فراریان و کسانی که بدون مجوز عقب‌نشینی کنند، به مجازات‌های سخت از جمله قرار گرفتن در گردان‌های جزایی با خطرناک‌ترین ماموریت‌ها، تهدید شدند. این که عقب‌نشینی‌های ارتش سرخ تا این زمان عامدانه بودند یا نه کاملاً روشن نیست. به نظر می‌رسد این موضوع چیزی بین گریز آشفته و عقب‌نشینی راهبردی برنامه‌ریزی‌شده بود. به هر صورت این فرمان استالین به دنبال نظم بخشیدن به عقب‌نشینی‌های ارتش سرخ و مقاومت در صورت لزوم بود. هدف از آن اداره عقب‌نشینی راهبردی نیروهای شوروی و آماده کردن اذهان برای پایداری نهایی در استالینگراد یا نقاط دیگر بود.
آلمانی‌ها روز ۲۹ ژوئیه خطوط آهن مستقیم مسکو به جنوب را قطع کردند تا شوروی برای رساندن نیروهای ذخیره راهبردی خود به نبردگاه وادار به استفاده از مسیر طولانی‌تر از طریق آسیای میانه شود. گروه ارتش آ تحت امر فیلدمارشال ویلهلم لیست، برای رسیدن به مایکوپ، شمالی‌ترین میدان نفتی شوروی، می‌بایست از روستوف مسافتی بالغ بر ۲۹۰ کیلومتر را طی می‌کرد. این نیرو ۲۴۰ کیلومتر از این مقدار را تنها در عرض یک هفته پشت سر گذاشت. با وجود سرعت پنجاه کیلومتر در روز، به هر صورت آلمانی‌ها نتوانستند به نیروهای ارتش سرخ که با سرعت بیشتری به عمق اراضی خود عقب‌نشینی می‌کردند، برسند.

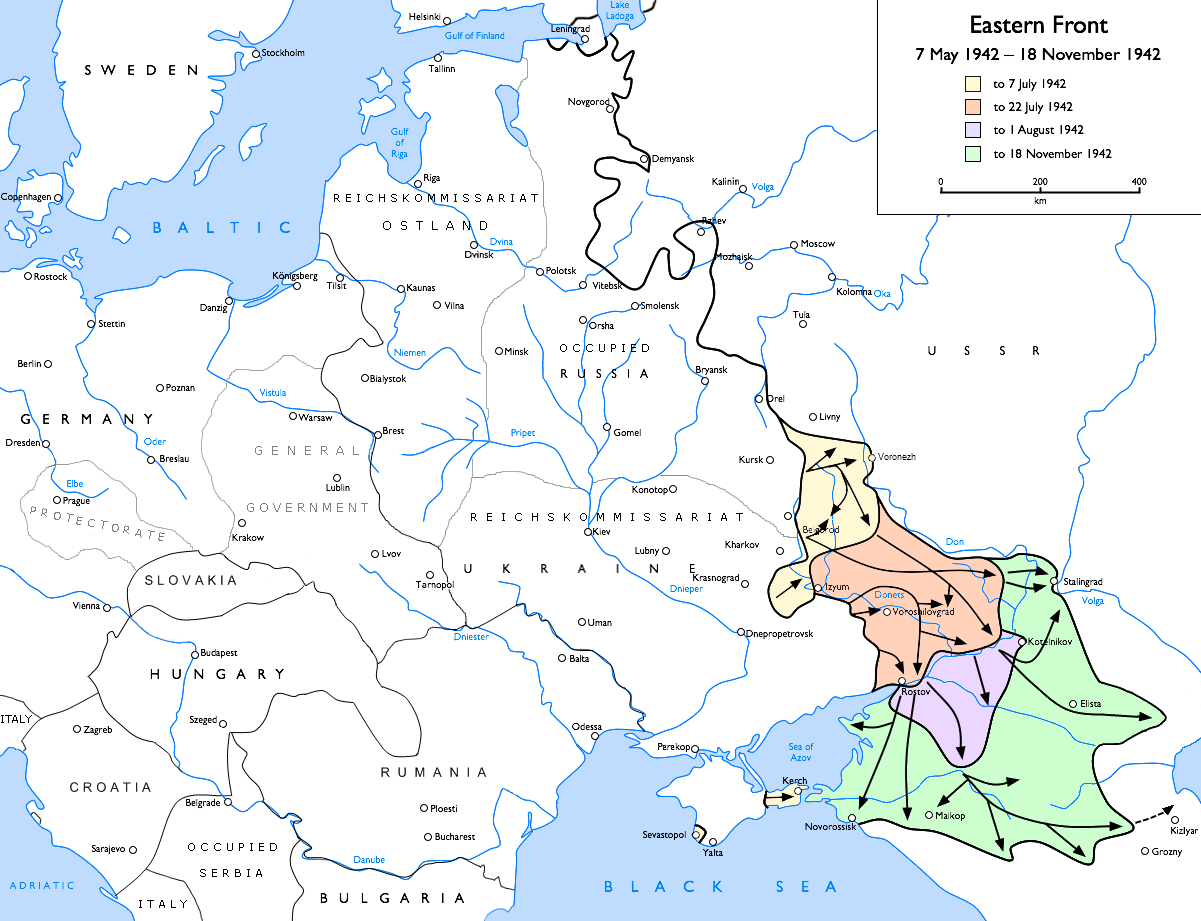
پیشروی نهایی آلمانی‌ها تا نوامبر ۱۹۴۲

مجموعه‌ای از عوامل شامل اراضی دشوار، سوخت ناکافی و انتقال اولویت پشتیبانی هوایی به ناحیه استالینگراد موجب کاهش سرعت پیشروی گروه ارتش آ به حدود ۱۰ کیلومتر در روز گردید. آلمانی‌ها هر چه از سر ریل‌های تدارکاتی خود فاصله بیشتری می‌گرفتند فرسوده‌تر و از طرفی برای پوشش اراضی وسیع پخش‌تر می‌شدند. در این زمان گروه ارتش آ می‌بایست با تنها ۲۰ لشکر در خط مقدمی به طول بیش از ۸۰۰ کیلومتر پیش می‌رفت و درحالیکه ترابری کامیونی کفایت‌گر نبود، تمامی علمیات به فقط یک خط آهن که از روستوف گذر می‌کرد، وابسته بود. با این حال، روزهای ۹ و ۱۰ اوت این گروه ارتش میدان کوچک نفتی مایکوپ را تصرف کرد. البته مدافعان پیش از آن چاه‌ها و پالایشگاه‌های آن را تخریب کرده بودند. روز ۲۱ اوت پرچم آلمانی‌ها بر فراز قله البروس، مرتفع‌ترین نقطه در قفقاز، در شمال این رشته کوه برافراشته شد. همزمان نیروهای آلمانی راه خود را از کریمه از طریق تنگه کرچ به کوبان باز کردند. به هر صورت تا اواخر ماه اوت ارتش سرخ تسلط مناسب بر یگان‌های خود را بازیافت و با انتقال نیروی کمکی از ایران و از راه دریای خزر از آسیای میانه، به دفاع از قفقاز سازمان داد. توان ارتش سرخ در این زمان در قفقاز به حدود ۲۰ لشکر می‌رسید که در حال افزایش بود. نیروهای شوروی با ایجاد دفاع در عمق چند لایه مسیر و با بهره‌مندی از برتری هوایی محلی، اجازه پیشروی بیشتر مهاجمان از بندر نوورسیسک در کرانه دریای سیاه را ندادند و حتی دست به ضد حملات موضعی زدند. شوروی مصمم به حفظ قفقاز تا رسیدن فصل زمستان بود. با این حال تأسیسات صنعتی و ذخایز کشاورزی از منطقه تخلیه می‌شدند. هیتلر که فرماندهان ارشد را با اتخاذ احتیاط بیش از حد، متهم به از دست دادن فرصت‌های فراوان می‌کرد، روز ۹ سپتامبر فیلدمارشال لیست را از مقام فرماندهی گروه ارتش آ برکنار نمود تا خود مستقیماً فرماندهی این گروه ارتش را در دست بگیرد و فرماندهان دو ارتش آن موظف به ارائه گزارش به شخص پیشوا شوند. با وجود شرایط نامناسب، گروه ارتش آ با گردآوردی مقداری تدارکات همچنان حملاتی برای پیشروی بیشتر صورت می‌داد. اوایل ماه نوامبر عناصر پیشتاز ارتش یکم زرهی ورماخت در تلاش برای سلطه بر تقاطع جاده‌ای در اورژونیکیدزه در ۵۰ کیلومتری غرب گروزنی بودند. به هر صورت در پی طولانی شدن بیش از حد خطوط، حرکت گروه ارتش آ در مواجه با مقاومت جبهه‌های قفقاز و فرا قفقاز شوروی در طول رود تِرِک در حدود ۵۰۰ کیلومتری شمال غربی باکو، متوقف شد. این حد عمق‌ترین پیشروی آلمانی‌ها در خاک شوروی در جریان جنگ جهانی دوم بود. در این هنگام حدود نیمی از جمعیت شوروی زیر سلطه آلمان قرار داشت.
در طول ماه‌های ژوئیه و اوت مهاجمان حدود ۶۲۵ هزار نفر از نیروهای دشمن را به اسارت گرفتند و نزدیک به ۷۰۰۰ تانک، ۶۰۰۰ توپ و بیش از ۴۰۰ هواگرد آن را منهدم کردند یا به غنیمت درآوردند. با این حال در قیاس با عملیات بارباروسا در تابستان سال ۱۹۴۱، این مقدار بسیار کم به حساب می‌آمد. عمده دلیل آن اجتناب ارتش سرخ از ایستادگی و مقاومت همانند سال قبل و در عوض اقدام به عقب‌نشینی از مقابل دشمن بود. این بدان معنا بود که با وجود این که آلمانی‌ها موفق به تصرف اراضی شوروی می‌شدند اما در دستیابی به هدف راهبردی دیگر خود یعنی محاصره و انهدام نیروهای دشمن تا حدود زیادی ناکام بودند. البته این که ارتش سرخ ضعیف‌تر قبل بود هم در این مسئله تأثیر داشت. به هر صورت آلمانی‌ها نیز با از دست دادن حدود ۲۰۰ هزار نفر تنها در ماه اوت، تلفات زیادی خوردند.

#### پیشروی گروه ارتش ب به سمت استالینگراد
ارتش ششم ورماخت با تهاجم از ناحیه خارکوف به سمت شرق خود را تا روز ۲۲ ژوئیه به کاچالینسکایا در خم رود دن در ۶۰ کیلومتری شمال غربی استالینگراد رساند. شوروی برای مقابله با پیشروی دشمن و دفع ارتش ششم ورماخت جبهه استالینگراد را با مابقی نیروهای جبهه از هم پاشیده جنوب غربی به علاوه ارتش‌های تازه ایجاد شده یکم و چهارم تانک و برخی یگان‌های ارتش‌های بیست‌وهشتم، سی‌وهشتم و پنجاه‌وهفتم، تشکیل داد. ناوگان رودخانه ولگا نیز تحت امر جبهه استالینگراد شوروی بود. این جبهه روز ۲۲ ژوئیه ۳۸ لشکر داشت. شانزده لشکر از این مقدار در ناحیه اصلی دفاعی مستقر بودند. به هر صورت در این موقعیت در این زمان برتری عددی همچنان با آلمانی‌ها بود. نیروهای ورماخت چهار روز بعد در دفاع ارتش شصت‌ودوم شوروی رخنه کردند و به منطقه کامنسکی رسیدند. دو ارتش یکم و چهارم تانک شوروی مأمور به متوقف کردن دشمن شدند اما با تنها تانک ۲۴۰ تانک دستاورد زیادی نداشتند. در پی طولانی شدن بیش از حد خط مقدم، جبهه جدید جنوب شرقی شوروی به فرماندهی ارتشبد آندری یریومنکو متشکل از ارتش‌های پنجاه‌ویکم، پنجاه‌وهفتم و شصت‌وچهارم و همچنین ارتش یکم محافظ و ارتش هشتم هوایی، از جبهه لنینگراد منفک شد.
بر مبنای فرمان شماره ۴۵ پیشوا، گروه ارتش ب، مشتکل از ارتش ششم ورماخت با پشتیبانی لشکرهای متحدین محور، موظف به تهاجم به سمت استالینگراد بود تا نیروهای دشمن که در حوالی آن متمرکز شده‌اند را منهدم و این شهر را تصرف کند. استالینگراد لولای خطوط دفاعی آلمان بر رودهای دن و ولگا بود و مهاجمان با سلطه بر آن می‌توانستند از پشت سر و جناح حرکت خود به سمت قفقاز در برابر ضدحملات شوروی محافظت کنند. علاوه بر این آلمانی‌ها از این طریق می‌توانستند مسیر انتقال نفت از طریق رود ولگا به مناطق مرکزی شوروی را قطع کنند. این نیرو پس از تصرف استالینگراد می‌بایست بلافاصله رو به جنوب شرقی به سمت آستاراخان در کرانه دریای خزر پیش می‌رفت. به دستور هیتلر ارتش ششم ورماخت در اولویت دریافت تدارکات و پشتیبانی هوایی قرار گرفت و سپاه ۲۴ زرهی از ارتش چهارم زرهی به این ارتش منتقل شد. بدین ترتیب با وجود این که گروه ارتش ب طبق طرح عملیاتی اولیه صرفاً وظایف دفاعی در جناح شمالی گروه ارتش آ داشت، حرکت آن به خودی خود به یک تهاجم راهبردی بدل گشت.
ارتش ششم ورماخت روز ۲۵ ژوئیه برای گذر از رود دن اقدام کرد. با این حال نیروهای شوروی توانستند جلوی حملات آن را بگیرند. روز ۱ اوت بیشتر ارتش چهارم زرهی ورماخت مجدداً به گروه ارتش آ ملحق شد و از جنوب به سمت استالینگراد یورش برد. پائولوس که با کمبود تدارکات مواجه بود، تصمیم گرفت تا رسیدن ارتش چهارم زرهی ورماخت گذر از دن را به تعویق بیندازد. این مسئله فرصت بیشتری به ارتش سرخ جهت تحکیم مواضع خود در استالینگراد داد. در نهایت، ارتش ششم ورماخت روز ۱۰ اوت با پشتیبانی سپاه ۴ هوایی لوفت‌وافه قادر به گذر از دن شد و به دفاع بیرونی استالینگراد رسید. گروه ارتش ب قصد داشت جهت اجتناب از یک نبرد شهری پر خسارت، استالینگراد را از شمال و جنوب با سپاه‌های زرهی ارتش‌های ششم و چهارم زرهی ورماخت محاصره کند. این دو ارتش ورماخت در این زمان مجموعاً ۲۵ لشکر در اختیار داشتند که برخی از آن‌ها از پیش به شدت تضعیف شده بودند. در این زمان ارتش‌های شصت‌وششم، چهارم تانک، شصت‌ودوم، یکم تانک، شصت‌وچهارم، پنجاه‌ویکم و پنجاه‌وهفتم شوروی از شمال به جنوب در سه خط دفاعی از استالینگراد محافظت می‌کردند. آلمانی‌ها روز ۱۷ اوت به نخستین خط دفاعی حمله بردند. سپاه ۱۴ زرهی ورماخت تحت امر سپهبد گوستاف آنتون فون ویترسهایم در عرض پنج روز خط دشمن را شکست و در شمال استالینگراد به رود ولگا رسید. این اقدام دفاع شهر را از ناحیه ورتیاچی به دو نیم و اتصال ارتش شصت‌ودوم شوروی را جبهه استالینگراد قطع کرد. بدین شکل این ارتش به جبهه جنوب شرقی شوروی ملحق شد. در جنوب نیز سپاه ۴۸ زرهی ارتش چهارم زرهی ورماخت توانست خود را به رود ولگا برساند. در این حال محافظت از جناح طولانی چپ نیروهای آلمانی در طول رود دون توسط ارتش‌های هشتم ایتالیا و دوم مجارستان با پشتیبانی تعداد کمی لشکر آلمانی، صورت می‌گرفت. مقرر شد ارتش سوم رومانی نیز در طول این جناح در ناحیه کلتسکایا در ۱۲۰ کیلومتری شمال غربی استالینگراد، مستقر شود.

### نبرد استالینگراد
بمب‌افکن‌های لوفت‌وافه از روز ۲۳ اوت شروع به کوبیدن استالینگراد کردند که خرابی‌های فراوانی ایجاد نمود. نیروهای زرهی ورماخت از روز بعد حمله به شهر را از جانب شمال از سمت کارخانه تراکتورسازی آغاز کردند. بخشی از نیروهای آلمانی با ضد حمله ارتش سرخ برای چند روز به محاصره افتادند. با وجود ممنوعیت اقدام به عقب‌نشینی از طرف هیتلر، لشکر شانزدهم زرهی ورماخت درون محاصره قصد گشودن راهی به سمت غرب را داشت که به هر صورت لشکر سوم پیاده‌نظام موتوریزه توانست روز ۲۶ اوت از بیرون حصر را بشکند. بدین شکل جای پای آلمانی‌ها در ساحل ولگا همچنان حفظ شد. در جنوب، جبهه جنوب شرقی شوروی به مرور تا دفاع بیرونی و سپس دفاع درونی شهر عقب رانده شد. سپاه‌های ۲۴ و ۴۸ زرهی ارتش چهارم زرهی ورماخت تا پایان ماه اوت به لایه دوم دفاعی و تا میانه ماه سپتامبر تا لایه نخست دفاعی استالینگراد رسیدند. یریومنکو قرارگاه فرماندهی جبهه جنوب شرقی را به یامی در آن سوی رود ولگا منتقل کرد. سپهبد واسیلی چویکف، فرمانده ارتش شصت‌ودوم شوروی رهبری دفاع از شهر را بر عهده داشت. در ابتدای نبرد نیروهای چویکوف شامل دو سپاه تانک، ۹ لشکر تفنگ‌دار (از جمله یک لشکر ان‌کاوه‌ده)، هفت تیپ تفنگ‌دار و دو تیپ تانک می‌شد که تماماً از پیش شدیداً آسیب دیده بودند. ارتشبد ولفرام فون ریشتوفن، فرمانده سپاه ۷ هوایی لوفت‌وافه روز ۲۸ اوت گزارش از عدم مشاهده هر گونه انتقال نیروی دیگری از طرف دشمن به سمت ناحیه استالینگراد در شناسایی هوایی داد.
محدودیت ظرفیت ریلی انتقال ارتش سوم رومانی به جناح چپ ارتش ششم ورماخت را تا ماه سپتامبر به تأخیر انداخت. از این رو، با وجود حضور ارتش‌های هشتم ایتالیا و دوم مجارستان در این قسمت، در مقابل حملات متعدد ارتش سرخ به این جناح طولانی، آلمانی‌ها وادار می‌شدند از مقدار بیشتری از نیروهای خود برای محافظت از آن استفاده کنند. حملات ارتش سرخ در شمال و جنوب استالینگراد تا ماه اکتبر ادامه یافت. شرایط جغرافیایی و وجود رود ولگا در پشت سر آن امکان محاصره استالینگراد را برای آلمانی‌ها تقریباً غیرممکن می‌ساخت. از این رو آلمانی‌ها وادار به تهاجم مستقیم به شهر برای پاکسازی آن شدند. ارتش ششم و چهارم زرهی ورماخت بدین منظور مجموعاً ۲۵ لشکر از جمله سه لشکر زرهی و سه لشکر موتوریزه، داشتند. روز ۱۶ سپتامبر هدایت عملیاتی پیاده‌نظام ارتش چهارم زرهی ورماخت در اختیار پائولوس قرار گرفت. به هر صورت مدافعان ظرفیت بیشتری برای دریافت نیروی کمکی و تدارکات داشتند. با وجود تلفات گسترده، استاوکا با بهره‌گیری از مقادیر زیادی ذخیره راهبری و عملیاتی توانست ضربه تهاجم آلمانی‌ها را تحمل کند. تا روز ۲۶ اکتبر به کمک قایق‌ها و شناورهای دیگر از روی رود ولگا، ۹ لشکر تفنگ‌دار، یک تیپ تفنگ‌دار دریایی و دو تیپ تانک به عنوان نیروی کمکی برای چویکوف وارد استالینگراد شدند. شوروی به شکل عامدانه تنها مقدار کافی نیرو و تدارکات برای ارتش شصت‌ودوم خود تأمین می‌کرد تا ارتش ششم ورماخت را در یک نبرد فرسایشی مرگ‌بار درگیر خود نگاه دارد. توان ارتش شصت‌ودوم شوروی به ندرت به بیش از ۵۵ هزار نفر می‌رسید. نبرد تن‌به‌تن شهری در مسافت‌های بسیار کوتاه درون استالینگراد درگرفت. فاصله دو طرف به اندازه‌ای کم بود که امکان استفاده مؤثر از برتری هوایی و توپخانه از ورماخت گرفته شد. به هر صورت آلمانی‌ها به آهستگی دشمن را عقب راندند. نیروهای پائولوس تا اواخر ماه سپتامبر دو سوم جنوبی شهر را پاکسازی کردند. آلمانی‌ها تا حدود ۲۰۰ متری نقطه پیاده‌سازی ارتش سرخ بر روی ولگا نیز رسیدند. لشکرهای تفنگ‌دار شوروی تا ۹۰ درصد از توان خود را از دست دادند. به هر صورت مهاجمان نیز متحمل خسارات سنگین شدند. برای لشکر بیست‌وچهارم زرهی ورماخت تنها ۱۰۰۰ نیروی پیاده از جمله ۴۰ افسر باقی مانده بود. در طول ماه اکتبر توان مؤثر نیروهای آلمانی درون شهر تقریباً برابر مدافعان بود. به دستور هیتلر، ورماخت یگان‌های مهندسی لشکرهای مناطق آرام خود را به عنوان پیاده‌نظام به استالینگراد گسیل کرد.

## ضدحمله شوروی

### طرح شوروی و نیروهای طرفین
استاوکا و ستاد کل ارتش سرخ در تمامی طول مورد آبی در حال طرح‌ریزی برای اجرای یک ضدحمله راهبردی علیه آلمانی‌ها به عنوان نخستین مرحله از کارزار زمستانه بودند. یریومنکو، فرمانده جبهه استالینگراد شوروی اوایل ماه اکتبر طرحی را برای یک ضدحمله گسترده ارائه کرد که بر اساس آن ارتش سرخ با حمله از سر پل‌های رود دن در شمال و ناحیه دریاچه در جنوب استالینگراد، ارتش ششم ورماخت را به محاصره درمی‌آورد. این طرح به دنبال رخنه عمیق ۹۰ تا ۱۲۰ کیلومتری نیروهای زرهی شوروی از مواضع نیروهای رومانیایی تا ناحیه کالاچ در پشت سر ارتش ششم ورماخت بود. گئورگی ژوکوف، نایت فرمانده کل ارتش سرخ با طرح یریومنکو موافقت، آن را هر چه بیشتر با قوای زرهی تقویت و استالین را بر امکان‌پذیر بودن آن متقاعد کرد. اجرای این عملیات در ابتدا برای اواخر ماه اکتبر برنامه‌ریزی شد اما تا میانه ماه نوامبر به تعویق افتاد. این ضد حمله موسوم به عملیات اورانوس به دنبال محاصره انهدام نیروهای محور در مقابل استالینگراد بود. این حرکت با عملیات زحل برای پیشروی به سمت روستوف در جنوب غربی برای قطع مسیر پشت سر نیروهای آلمانی در شمال قفقاز و انهدام تمامی گروه ارتش‌های آ و ب ورماخت، ادامه میافت. همزمان جبهه‌های غربی و کالینین شوروی عملیات مارس را علیه گروه ارتش مرکز ورماخت به انجام می‌رساند تا ضمن پس‌گرفتن برخی اراضی، در انتقال نیروهای کمکی آلمان به مناطق جنوبی اختلال ایجاد کند.
شوروی جبهه جنوب غربی جدیدی تحت فرماندهی ارتشبد نیکولای واتوتین به منظور ایفای نقش انبر شمالی علیه ارتش سوم رومانی، تشکیل داد. شوروی اوایل ماه نوامبر ارتش بازسازی‌شده پنجم تانک خود به شکل مخفیانه به سرپل سرافیموویچ بر رود دن در شمال غربی استالینگراد منتقل کرد. در جناح جنوبی ارتش‌های پنجاه‌ویکم و پنجاه‌وهفتم جبهه استالینگراد شوروی انبر دیگر را علیه ارتش چهارم رومانی به اجرا می‌گذاشتند. بر خلاف ضدحملات پیشین، شوروی ماه‌ها بر روی این طرح کار کرده بود و برای اجرای آن از بسیاری از نیروهای باتجربه و آموزش‌دیده استفاده می‌کرد.
در طرف مقابل، آلمانی‌ها از ضعف نیروهای متحد خود در دفاع از جناحین حمله به استالینگراد آگاه بودند اما تقویت آن را به پس از تصرف شهر موکول می‌کردند. بر مبنای گزارش اطلاعاتی روز ۶ نوامبر بخش ارتش‌های خارجی شرق، تصور می‌شد شوروی از توان کافی برای یک تهاجم عمده در جنوب برخوردار نیست. یکی از دلایل این مسئله کارزار اطلاعاتی شوروی در القای اطلاعات غلط مبنی بر نبود قصدی برای تهاجم عمده ارتش سرخ در جنوب بود. اجرای برخی عملیات‌های تهاجمی در قسمت‌های مرکزی و شمالی خط مقدم و استقرار نیروهای ذخیره راهبردی شوروی در ناحیه مسکو تقویت‌کننده این فریب بود. تا روز ۱۲ نوامبر فرماندهی عالی نیروی زمینی آلمان می‌پنداشت تمرکز نیروهای دشمن در مقابل ارتش سوم رمانی در شمال استالینگراد تنها برای یک حمله کم‌عمق برای قطع کردن خط آهن این شهر است. ,سپاه ۴۸ زرهی ورماخت به عنوان نیروی ذخیره پشت سر نیروهای رومانیایی و ایتالیایی قرار داشت. این سپاه شرایط مناسبی نداشت و برای لشکر بیست و دوم زرهی آن تنها ۲۴ تانک عملیاتی باقی مانده بود. این سپاه در همراهی با لشکر چهاردهم زرهی ورماخت با ۵۱ تانک دیگر، کار دشواری در مقابل چهار سپاه متحرک شوروی با ۶۶۰ تانک داشت. در مجموع در این هنگام ارتش سرخ در ناحیه استالینگراد برتری عددی دو به یک داشت.

### اجرای ضد حمله
جبهه جنوب غربی شوروی روز ۱۹ نوامبر تهاجم خود را آغاز کرد. نیروهای رومانیایی که از تسلیحات ضد تانک و قوای ذخیره مؤثر برخوردار نبودند و به راحتی درهم‌کوبیده شدند. ارتش پنجم تانک شوروی بیشتر نیروهای سه لشکر رومانیایی شامل ۲۷ هزار نفر را به اسارت گرفت و وارد شکاف ایجاد شده در خط دشمن شد. دو سپاه این ارتش هر روز ۷۰ کیلومتر رو به جنوب پیش رفتند و تا روز ۲۲ نوامبر خود را به کالاچ در کرانه رود دن رساندند. پیش از که آلمانی‌ها قادر به انهدام پل‌ها شوند، نیروهای شوروی سرپلی بر رود به دست آوردند و روز بعد از گذشتند. روز ۲۳ نوامبر با اتصال سپاه ۲۶ تانک ارتش پنجم تانک از جبهه جنوب غربی شوروی به سپاه ۴ مکانیزه ارتش پنجاه‌وهفتم از جبهه استالینگراد شوروی در سووتسکویه در جنوب غربی کالاچ، حلقه محاصره تکمیل شد تا ۲۲ لشکر نیروهای محور شامل ۳۳۰ هزار نفر از جمله تمامی ارتش ششم و یک سپاه از ارتش چهارم زرهی ورماخت به دام بیفتند. شوروی برای اداره شمار زیاد محاصره‌شدگان از هفت ارتش تفنگ‌دار خود استفاده کرد؛ از این روز عملیات متعاقب آن مقیاس کوچک‌تری یافت.

### محاصره ارتش ششم ورماخت
هیتلر دستور به پایداری ارتش ششم ورماخت در موضع خود و اجتناب آن از اقدام به خروج از محاصره داد. این مسئله درگیر ماندن مقدار زیادی نیروهای شوروی حول منطقه تحت محاصره شد. به نظر می‌رسید با توجه به شرایط وخیم تدارکاتی و مواجهه با کمبود سوخت و تدارکات، احتمالاً تلاش این ارتش برای خروج از محاصره در مقابل قوای قدرتمند دشمن نیز نتیجه‌ای حاصل نمی‌کرد. در عوض، گروه ارتش دن به فرماندهی فیلدمارشال اریش فون مانشتاین تشکیل شد تا محاصره را از بیرون بشکند و یک مسیر تدارکاتی برای ارتش ششم ورماخت باز کند. لوفت‌وافه موظف شد موقتاً تا هنگام شکسته شدن محاصره، از راه هوایی به نیروهای در محاصره تدارکات رسانی کند. آلمان تمامی ظرفیت ترابری هوایی خود را بر این مسئله متمرکز کرد. به هر صورت با وجود وعده هرمان گورینگ، فرمانده لوفت‌وافه بر رساندن روزانه ۶۰۰ تن تدارکات، با توجه به کاستی‌ها از جمله کمبود ادوات و وضعیت ضعیف پایگاه‌های هوایی ناحیه عملیاتی، تنها حداکثر ۳۰۰ تن تدارکات در روز به محاصره‌شدگان رسید. دفاع ضدهوایی سازمان‌یافته شوروی خسارت سنگینی به هواگردهای ترابری آلمانی وارد آورد. حدود ۷۳۰ هواگرد غیر ترابری آلمانی در میانه ماه نوامبر در منطقه قادر به کسب برتری هوایی در برابر بیش ۱۳۵۰ هواگرد دشمن نبود. در جریان تلاش برای تدارکات‌رسانی هوایی لوفت‌وافه بیش از ۴۸۰ هواگرد ترابری و بمب‌افکن تبدیل‌شده خود را از دست داد.